# Хрещатик
Я і друзів розумів
І ворогів умів прощати,
Бо хрещений батько мій —
То Хрещатик, то Хрещатик!
Хреща́тик — головна вулиця Києва, розташована в Печерському та Шевченківському районах, місцевість Бессарабка. Довжина — 1,3 км, напрямок — з північного сходу на південний захід. Починається від Європейської площі, проходить через Майдан Незалежності і закінчується Бессарабською площею. На Хрещатику розміщені: Київська міська рада і Київська міська державна адміністрація, головний поштамт, Міністерство аграрної політики, Державний комітет телебачення і радіомовлення, Центральний універмаг, Бессарабський ринок.
До вулиці Хрещатик прилучаються алея Героїв Небесної Сотні, вулиці Архітектора Городецького, Прорізна та Богдана Хмельницького.

## Історія місцевості

### Київська Русь
За князя Володимира Київ являв собою три окремі, віддалені одне від одного, поселення (міста):
1. Старе (Верхнє), де містилися князівські палаци, Десятинна церква, а пізніше й Софійський собор і Михайлівський Золотоверхий собор;
2. Ремісничо-торговельний Поділ.
3. Князівське селище Берестове, яке пізніше увійшло як складова частина до Печерська з Києво-Печерською лаврою.

Верхнє Місто сполучалося з Подолом через літописний Боричів узвіз (частина його ототожнюється із сучасним Боричевим Током), а з Печерськом через Іванівський шлях, який починався від Лядської брами, зведеної на нинішньому Майдані Незалежності, і пролягав трасою сучасної Інститутської вулиці.
У районі Майдану Незалежності було озеро, з нього брало початок джерело, яке протікало по майбутній центральній вулиці Києва.
Якась місцевість, можливо, ділянка сучасного Хрещатика від майдану Незалежності до Європейської площі, мала назву «Перевісище». Перебуваючи поза межами Києва, вона була незаселеною і вкритою густим лісом, у якому місцеві князі, а пізніше й інші кияни влаштовували собі розваги. Найчастіше це було полювання на дрібних звірів і птахів за допомогою перевісів, своєрідних тенет.
Ось як їх описує інспектор інституту шляхетних дівчат Захарченко у своїй книзі «Киев теперь и прежде» (1888):

| Перевісище — місце князівських полювань і ловів, які проводилися, крім різних інших способів… і за допомогою перевішування сітками тих місць, куди заганяється здобич.[2] |

### XVI—XVIII століття
У письмових джерелах XVI–XVII століть ця ж ділянка згадується як «Євсейкова долина», а в документах XVIII століття вона ж (а можливо, суміжна з нею ділянка, що тягнулася у напрямку до Бессарабки) вказана під назвою «Піски».
Багато суперечок викликає ще одна назва місцевості, «Хрещата долина», від якої, на думку деяких дослідників, утворилася скорочена назва «Хрещатик». Є свідчення, що на пагорбах уздовж цієї долини, починаючи від XVII століття, містилися окремі козацькі хутори, мешканці яких займалися з дозволу влади виробництвом горілчаних напоїв, а згодом тут оселилися перші жителі Липок. Медик і мандрівник Йоганн Лерхе, який перебував у Києві під час епідемії чуми 1770 року, згадував:
| У кінці Печерського передмістя розташований, спричинений глибоким байраком або долиною, вузький шлях (Хрещатицький), але його не можна поминути, бо він собою сполучає всі три міста: щойно піднімешся ним, одразу ж побачиш площу, з півверсти завбільшки, а на ній великий та красивий Імператорський палац, на кам'яному фундаменті, збудований за повелінням імператриці Єлизавети…[3] |
Відомий український мистецтвознавець Шероцький у своєму путівнику по Києву, надрукованому в 1917 році, стверджує:

| Хрещатик, що дістав назву від схрещення дивніх видолинків, де князі розставляли свої перевіси, або тенета для ловлі звірів («перевісище»), нічого спільного з хрещенням Русі не має…[2] |
Схожу версію висловлює також мистецтвознавець Ернст на сторінках редагованого ним путівника по Києву, що побачив світ у 1930 році:
| Сучасна головна вулиця міста Києва являє собою долину між Старим містом і Печерськом. Долина ця була перехрещена іншими долинами, або балками. Звідси назва: перехрещена, або Хрещата долина, Хрещатик».[2] |

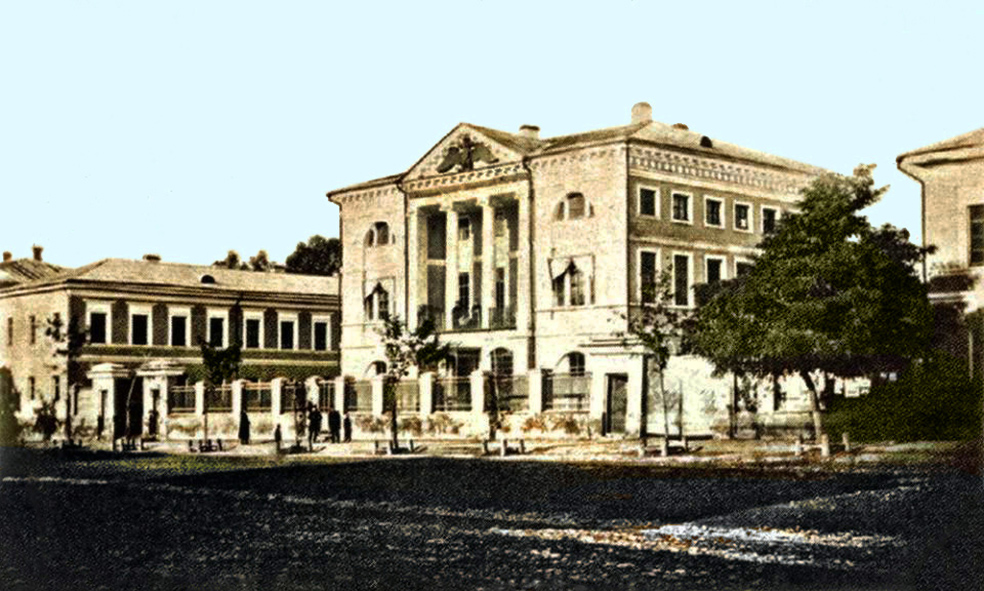
Палац Головинського, перша кам'яниця на Хрещатику

Сучасна дослідниця історії Києва Пономаренко підходить до цього суперечливого питання зовсім з іншого боку. Вона вважає, що назву «Хрещатик» наприкінці XVIII століття мала сучасна вулиця Набережно-Хрещатицька, якою за часів князя Володимира простували кияни до Дніпра, аби добровільно, чи під примусом, прийняти в ньому святе хрещення. Вулиця починалася тоді від Хрещатицької брами, збудованої на місці нинішньої Поштової площі. Від цієї брами і до нинішньої Європейської площі пролягав Хрещатицький шлях.
Києвознавець Леліков вважає, що назвою «Хрещатик» позначалися також урочище і джерело в ньому, де володар Русі охрестив, як про це повідомляє літопис, усіх своїх синів і на місці якого з 1802 року височить пам'ятник Хрещенню Русі або, за іншим тлумаченням, Нижній пам'ятник князю Володимиру (на відміну від Верхнього пам'ятника князю на Володимирській гірці). Описуючи у книзі «Славны бубны за горами» свою подорож до Києва, князь Долгорукий свідчить:

| Біля підніжжя найвищої гори на схилах Дніпра вражає погляд так званий Хрещатик. Це купіль, у якій Володимир хрестив киян. Вона прикрашена монументом.[2] |
Хрещатиком називає цю місцину і Микола Сементовський у своїй книзі «Киев и его достопримечательности», виданій 1852 року.
Отож, коли в 1830-х роках почалася інтенсивна забудова Хрещатої долини, її початок з боку Дніпра вже мав назву «Хрещатик», а місцевість «Козине болото» іменувалася Хрещатицькою площею.

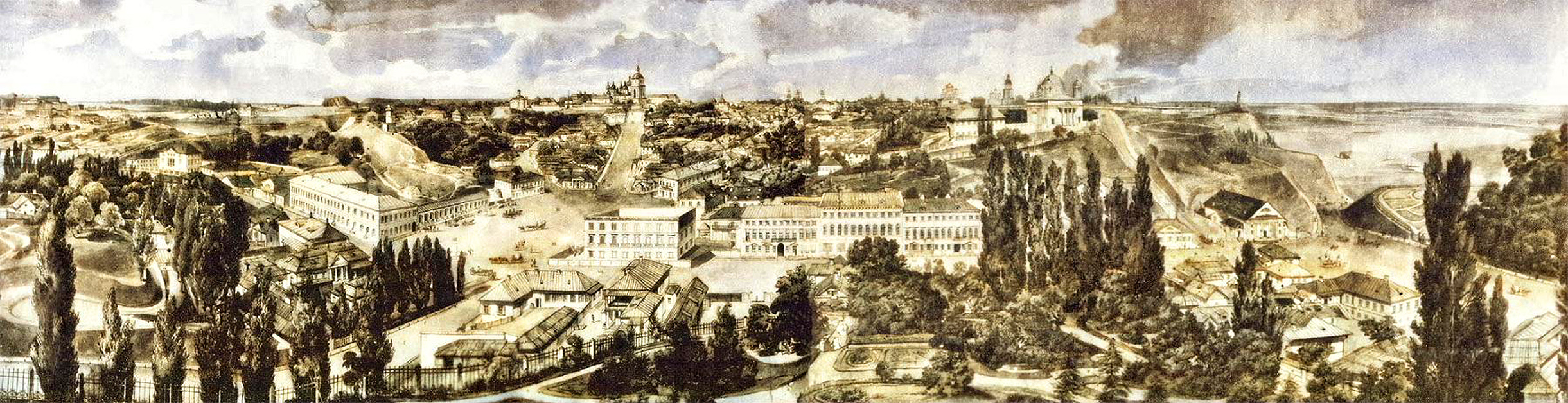
Панорама середмістя з боку інституту шляхетних панянок (1850)

### Народження вулиці

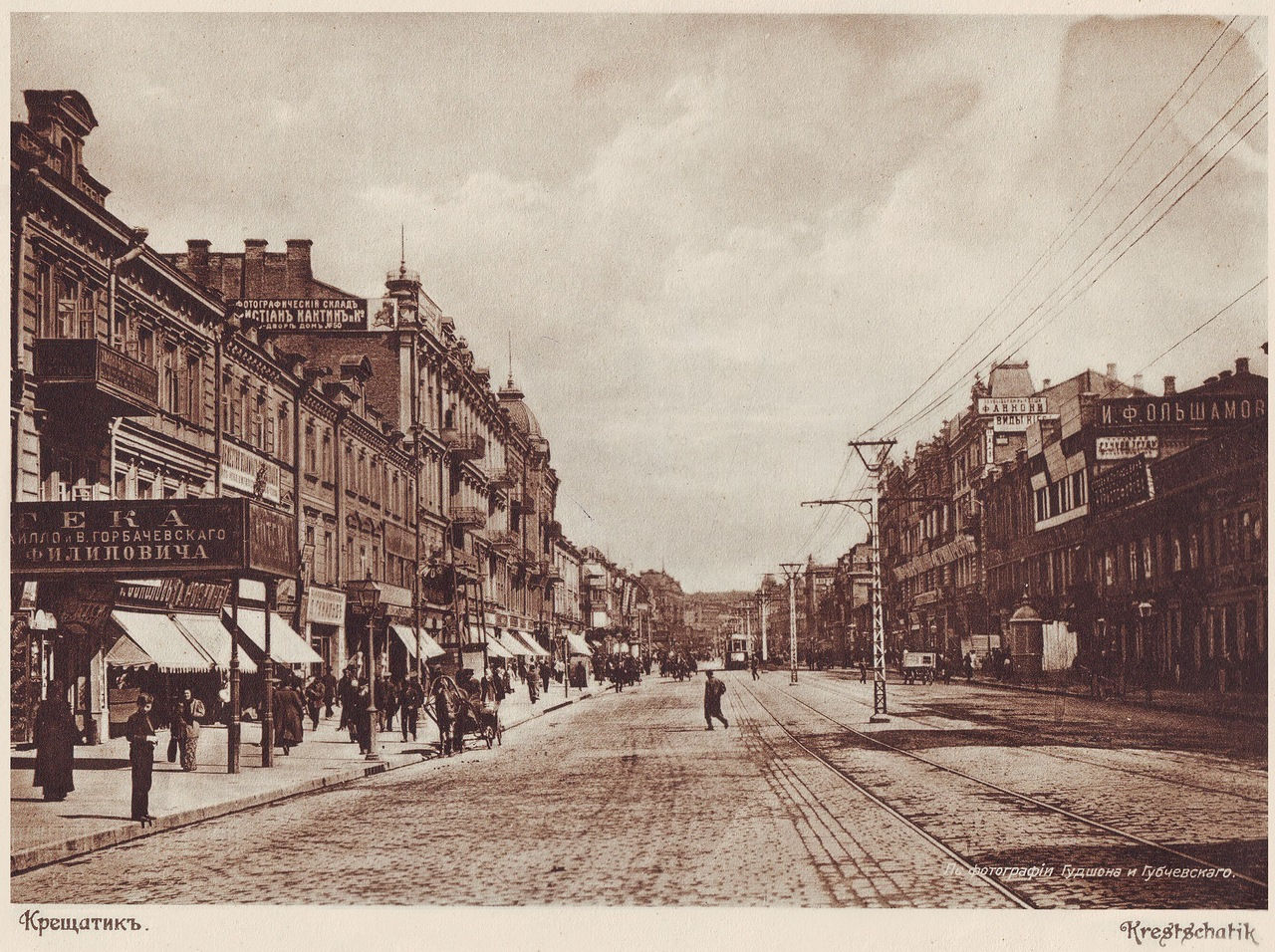
Хрещатик, початок 1910-х років

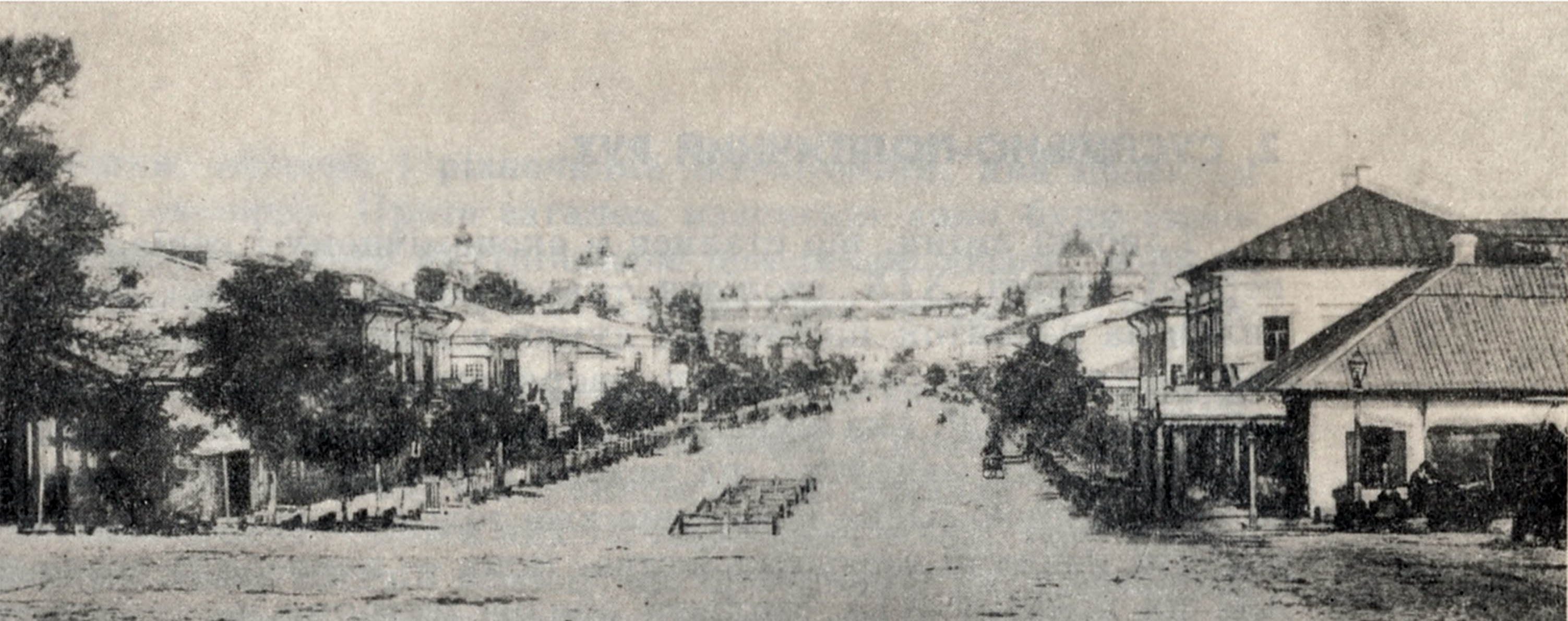
Хрещатик, середина ХІХ сторіччя

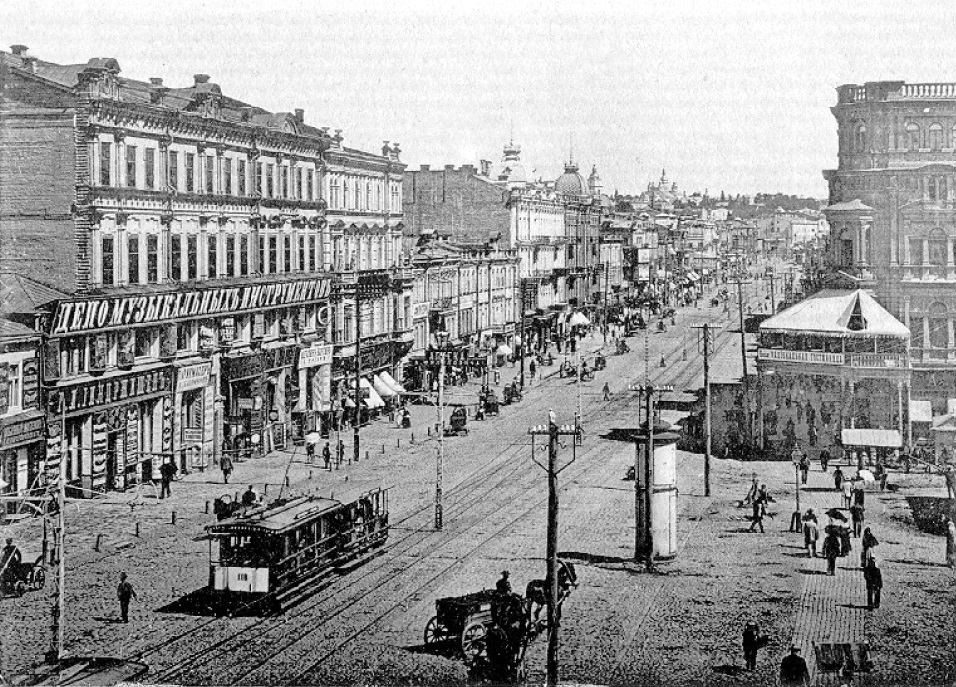
Хрещатик на початку XX сторіччя

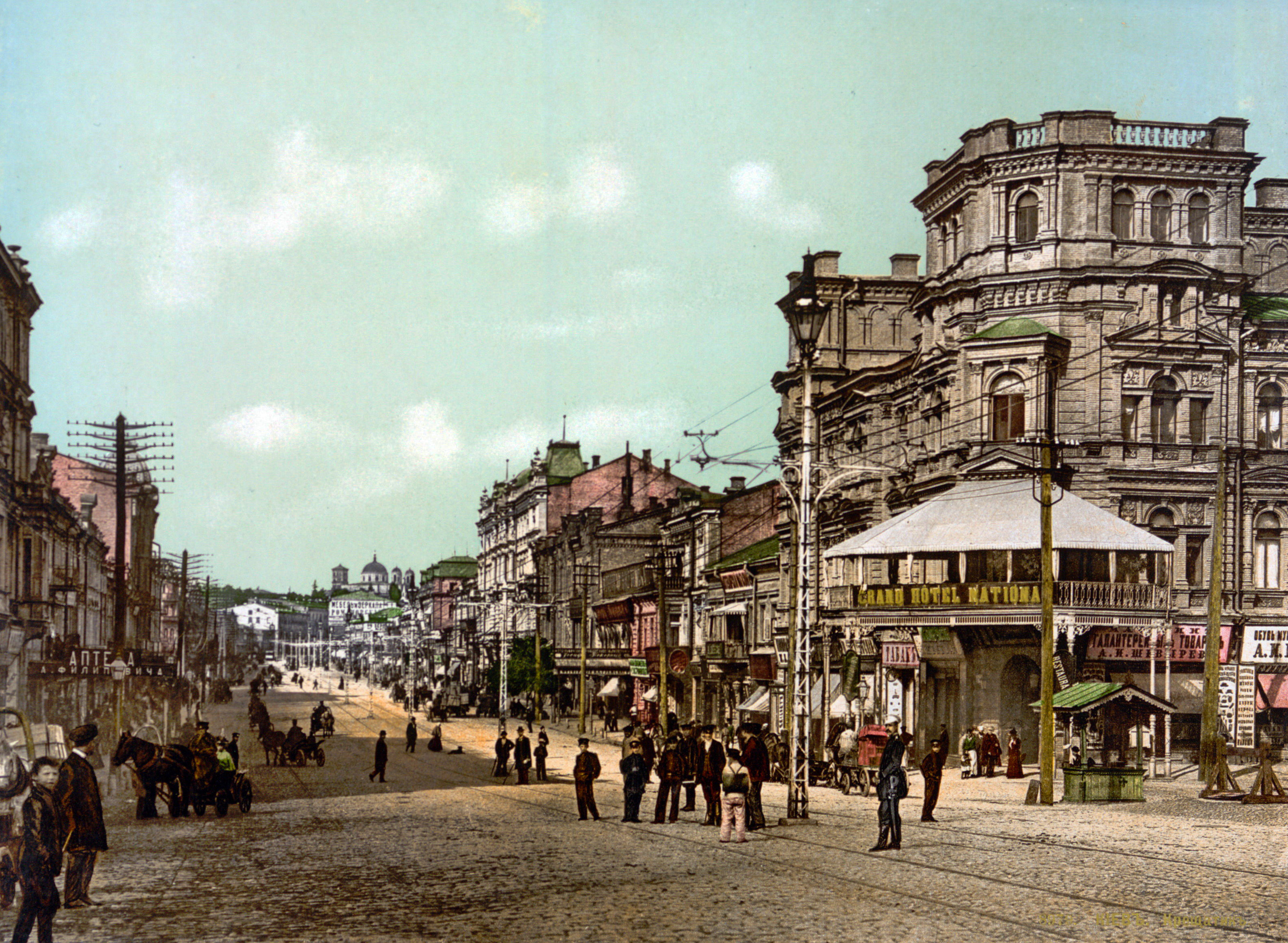
Хрещатик, 1898—1899

Відлік історії Хрещатика як міської вулиці чимало дослідників починає від 1797 року, коли до Києва з міста Дубна перевели контрактовий ярмарок. Микола Закревський стверджує:
| В 1797 році не було тут жодної будови, і взагалі всі тепер населені місця на Хрещатику являли собою ще наприкінці минулого століття саму порожнечу.[2] |
Контрактові ярмарки обіцяли принести з собою значне поповнення міської скарбниці і тим самим сприяти подальшому розвиткові Києва. Тодішній міський архітектор А. І. Меленський правильно визначив перспективність цієї події саме для Хрещатої долини як артерії, що поєднуватиме між собою всі три частини міста та пов'язуватиме їх з дорогою на місто Васильків. Адже шлях до нього здавна пролягав уздовж струмка, що витікав з невеличкого озера, яке тоді прикрашало місцевість у північній частині нинішнього майдану Незалежності. Струмок прямував до району, де нині розташована Бессарабка, а вже далі впадав у річку Либідь. Після татаро-монгольської навали озеро перетворилося на багнисту місцину, яку нарекли «Козине болото» і якій тривалий час не могла дати лад міська влада.
Коли почалася забудова навколишньої місцевості, влада спочатку не заперечувала проти існування місцевого невеликого базару, де відбувалися циркові вистави і народні гуляння. Проте 1874 року його все ж перенесли на Бессарабську площу, аби на цьому місці влаштувати сквер. Згодом у долині під забудову виділили 118 ділянок землі, які в першу чергу надавали представникам панівного класу, а вже потім купцям, міщанам і дрібним чиновникам.
1797 року в Хрещатій долині постає перший будинок, виконаний у класичному стилі, двоповерховий мурований палац Онуфрія Головинського.

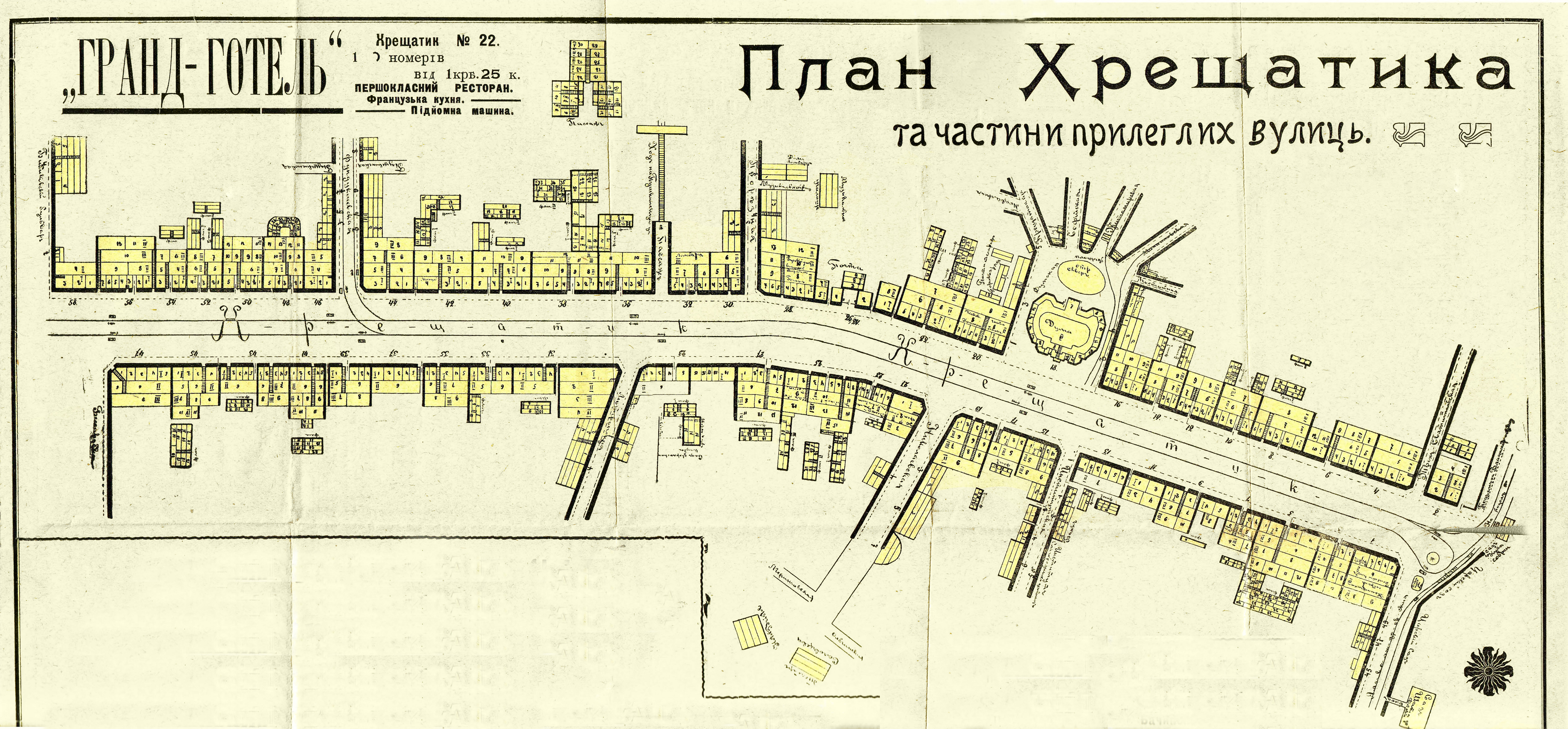
План Хрещатика 1909 року

### XIX— початок XX століття

#### Відомі будівлі

##### Міська дума

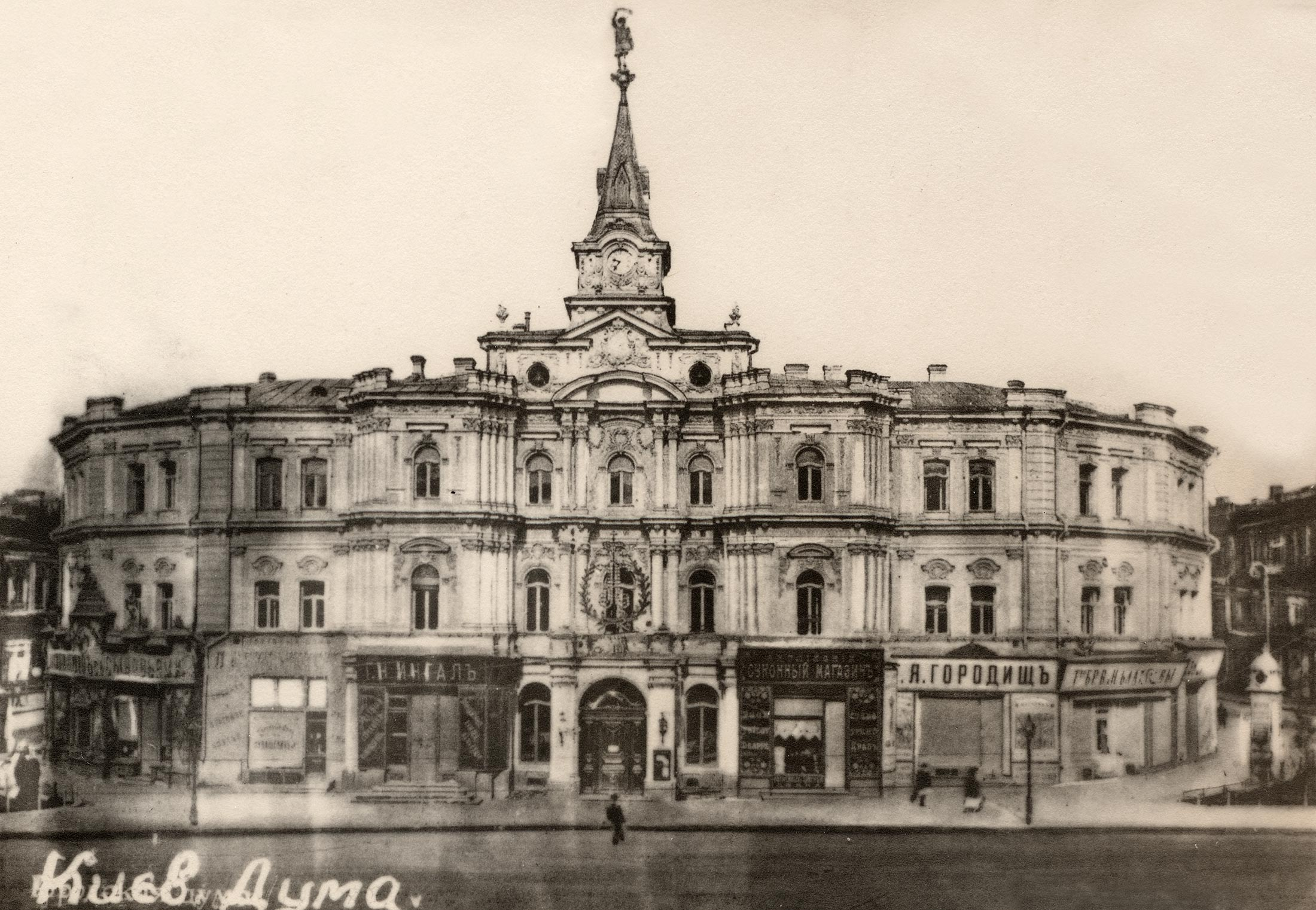
Міська дума. XIX ст.

У 1876 році за проєктом архітектора О. Я. Шіле на престижній Хрещатицькій площі було відкрито нову будівлю міської думи. Раніше міська дума знаходилася на Контрактовій площі.
Ще в 1873 році було виділено позику в розмірі 180 тисяч рублів для спорудження власного приміщення.
22 липня 1874 року, в день імператорських іменин, відбулися урочистості з приводу закладання міського будинку. Після закінчення офіційної частини міський голова П. П. Демидов запросив усіх присутніх на святковий сніданок.
28 січня 1878 року міська дума вперше провела своє засідання у новому будинку.

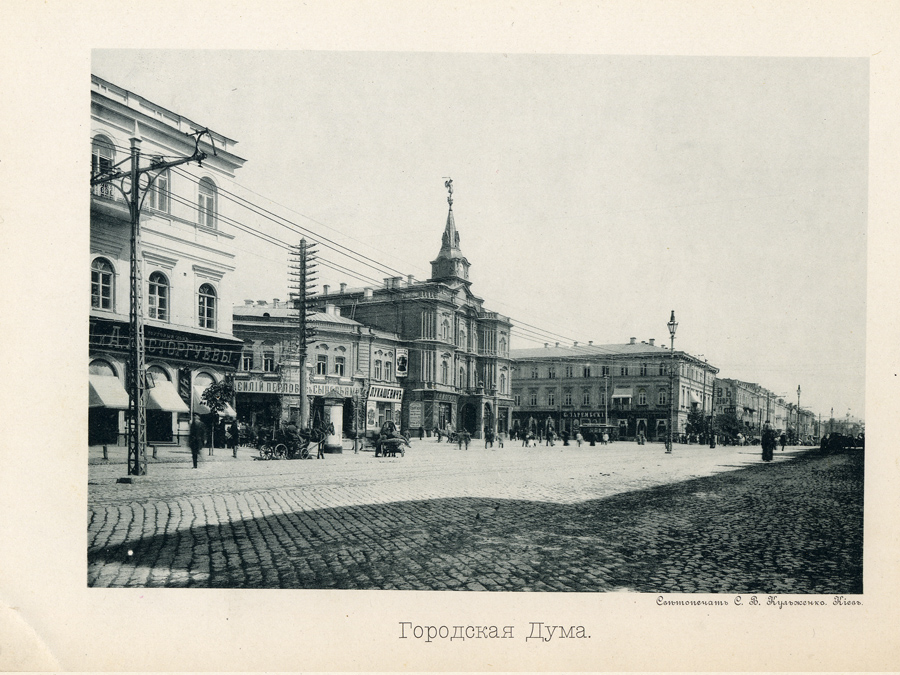
Думська площа (теперішній Майдан Незалежності) із будівлею міської думи, кінець XIX ст.

Ця двоповерхова будівля нагадувала своєю формою розігнуту підкову, звернену своїм випуклим боком до Хрещатика. На першому поверсі розмістилися крамниці, які щорічно збагачували міську скарбницю на 30 тисяч рублів; у бельетажі — кімнати для міської управи та зала засідань. Невеличкий третій поверх являв собою чотирикутну вежу з годинником, увінчану шпилем, на якому було встановлено фігуру небесного покровителя Києва архістратига Михаїла роботи місцевого скульптора Єви Куликовської. Наприкінці XIX ст. третій поверх добудували по всьому периметру.
Упродовж 1876–1880-х років у будинку міської думи містилася знаменита художня школа українського митця Миколи Івановича Мурашка, який влаштував тут 1878 року виставку старожитностей Південно-Західного краю і 48 портретів історичних діячів. З 1881 року в ньому почав діяти перший у Європі і тривалий час єдиний у Росії пункт нічних лікарських чергувань.
За радянських часів тут розмістився окрвиконком, а архістратига Михаїла замінила велика червона зірка.
Ще до революції була поширена думка про помилковий вибір місця для будинку міської думи, що, зрештою, призвело до втрати відкритого простору Хрещатицької площі, названої після цього Думською. Це врахували автори проєкту повоєнної відбудови Хрещатика, які вирішили не відновлювати напівзруйновану споруду, а натомість збудувати нове приміщення для Київської міської ради посередині кварталу, обмеженого вулицями Прорізною та Богдана Хмельницького.

##### Біржа

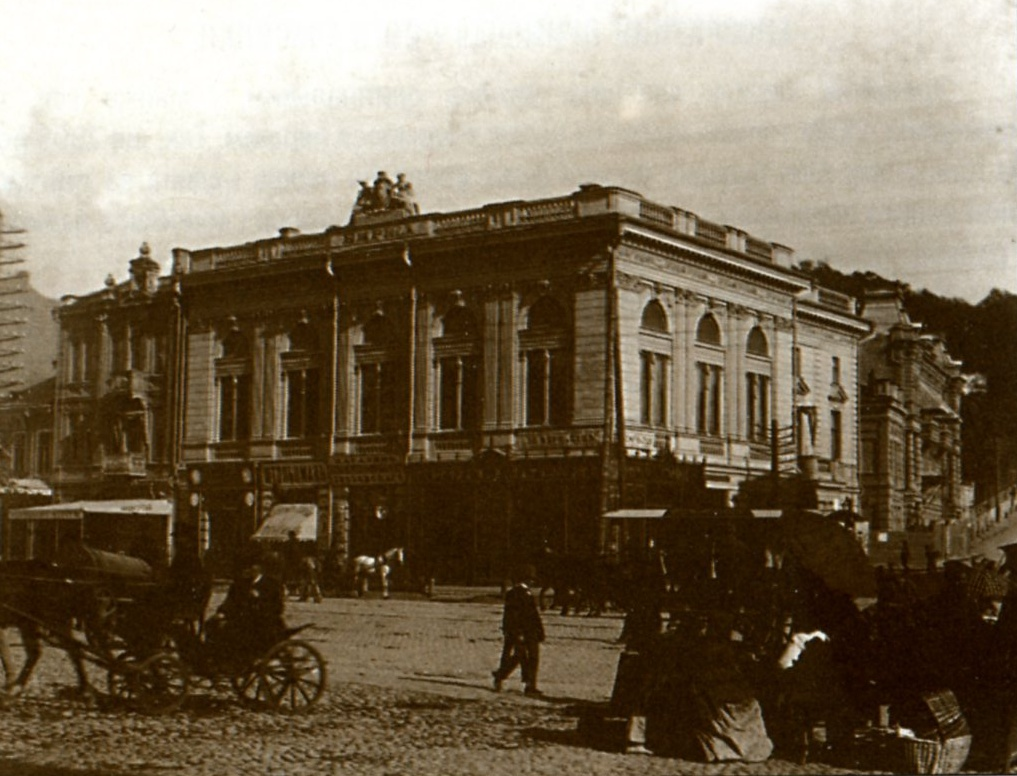
Київська біржа (кінець XIX ст.)

7 січня 1886 року відбулося відкриття Київської біржі. Споруда знаходилася на розі Інститутської вулиці. Саму біржу було засновано 7 січня 1873 року за ініціативою керуючого Київською конторою Державного банку Миколи Бунге та голови київського біржового комітету М. Г. Хрякова.

##### Готель «Національ»
Детальніші відомості в статті: Національ (готель)

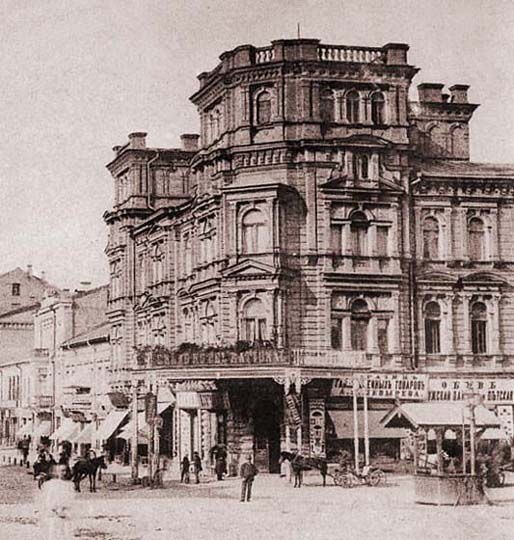
Готель «Національний» XIX ст.

1876 року на розі непарного боку Хрещатика та Бессарабської площі постав триповерховий будинок Марра (архітектор Володимир Ніколаєв). На першому поверсі знаходилося 12 магазинів, а решту два займав готель «Grand-Hotel-National», який утримував Шульц. Раніше на цьому місці стояв двоповерховий будинок з шинком та готельними номерами, належав він архітектору Вікентію Беретті.
1883 року в новому будинку відкрили 13-ту аптеку в Києві, адже ті дві, які вже діяли на Хрещатику, були сильно перевантажені.

##### Купецьке зібрання

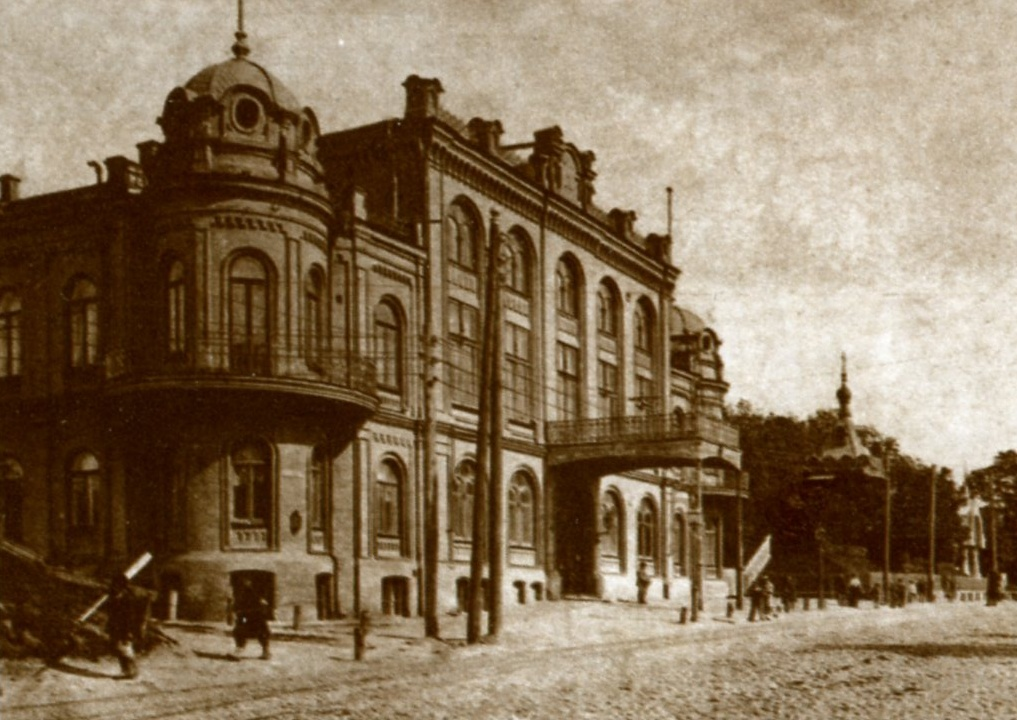
Купецьке зібрання. Початок ХХст.

1882 року відбулися грандіозні урочистості з нагоди відкриття приміщення для потреб київських купців. На той час купці відігравали велику роль у житті міста, саме тому цар Микола I в 1830-х роках за допомогою пільг сприяв переселенню купців з Росії до Києва. Згодом тут було створено російський купецький клуб, або купецьке зібрання, статут якого затвердив у 1869 році міністр внутрішніх справ. Сьогодні в цьому приміщенні знаходиться Національна філармонія України.

##### Будинок Ейсманів

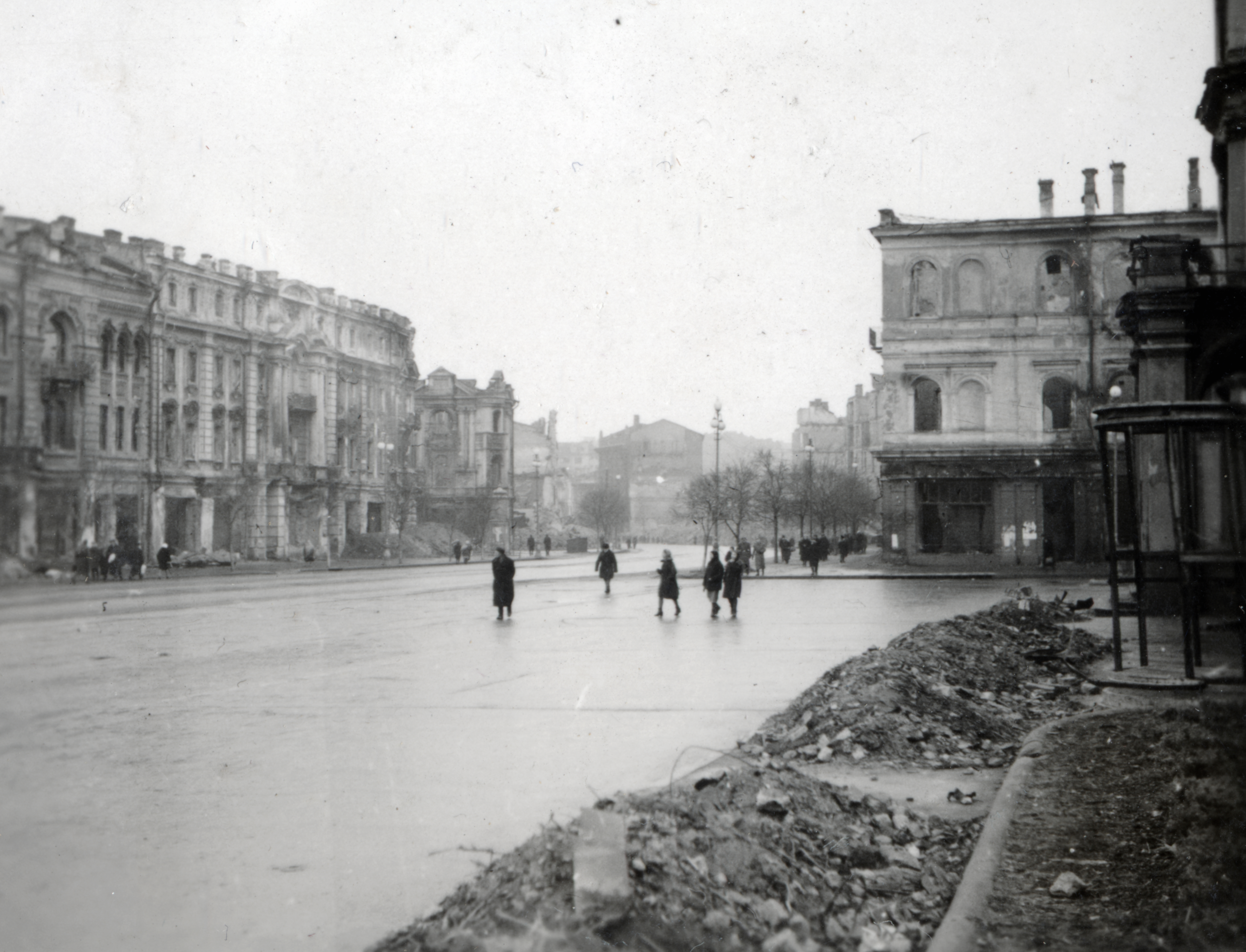
Будинок Ейсманів — праворуч

Одним із найстаріших на Хрещатику був будинок родини Ейсманів, за адресою Хрещатик, 20. Він належав сім'ї з 1 половини 19 ст. Найвідомішим представником родини став Ейсман Густав, який у 1872—73 рр. обіймав посаду міського голови. Пізніше у будівлі містився Київський комерційний банк. Звів будинок батько Густава, аптекар Іван Ейсман. Зразу ж після завершення будівництва до будинку переїхали всі магазини, що до того торгували на Микільській вулиці поблизу Микільського монастиря та Військово-Микільського собору. Саме переселення торгівлі з Печерська на Хрещатик дало поштовх для підвищення ролі Хрещатика в економічному житті міста. Згодом на Хрещатику почали будувати й інші кам'яні будинки з магазинами на перших поверхах. Зараз на цьому місці — Головпоштамт.

#### Бруківка
Міська влада мала багато проблем з утриманням проїзної частини Хрещатика в належному стані. Випробовувалися найрізноманітніші методи, які існували в той час.
З 1827 року Хрещатик вимощували виключно звичайною бруківкою. Перша спроба використання удвічі дорожчих гранітних плит датується 1874 роком, коли невелику частину вулиці за великі гроші було вимощено ними за кошти підрядчика Себера. Оскільки ця бруківка трималася в нормальному стані понад 10 років, вона довела своє право на застосування. Окрім того, поблизу Фастова та Кременчука було знайдено великі поклади цього каменю, що здешевлювало роботи.
В 1889 році у зв'язку з прокладанням великої водозливної труби під Хрещатиком потрібно було перемощувати велику частину вулиці. Міський голова запропонував використовувати для торцевої бруківки вікові дуби або соснові пеньки з Пущі-Водиці. Така бруківка використовувалася в Парижі, Берліні та Петербурзі, проте це визнали передчасною для Києва розкішшю і вирішили обійтися звичайним гранітним камінням. Але використане для бруківки каміння було привезено не з фастівського родовища, а з якогось іншого, воно було крихке, і вже в 1890 році бруківку було замінено на нову.
В 1896 році відбулася чергова зміна бруківки на Хрещатику. Перемощували вулицю теж гранітними кубиками, але їх не поклали на бетонну основу, через що в 1902 році вона мала жалюгідний вигляд.
У 1905 році відбулося перемощення звичайними гранітними кубиками, оскільки експерименти з асфальтом та залізобетонною бруківкою не мали успіху (бруківка швидко зношувалася).
Останнє перемощування здійснили в 1911 році, тоді гранітні кубики клали не на бетонну основу, а на шар піску, при чому прогалини між кубиками заливали смолою, а не цементним розчином.

#### Перший хмарочос
Також у 1912 році на Хрещатику збудували перший хмарочос України — Дім Гінзбурга, це була перша для всієї Російської імперії 11-поверхова будівля. Його власником був легендарний київський бізнесмен — Лев Борисович Гінзбург (будівля називалася ім'ям власника). Був зруйнований (підірваний) у ході спецоперації НКВС СРСР по знищенню центру міста Києва 24 вересня 1941.

#### Водопостачання
До 1872 року воду для власних потреб здобували різними шляхами. Заможні використовували воду з річки Брусилівки (ліва притока Либеді), менш заможні купували дніпровську воду у водовозів по 75 копійок за діжку. Всі інші користувалися колодязями, глибина деяких сягала 80 метрів. Особливо популярним у населення був колодязь поблизу губернської поштової контори, але в 1827 році його було закрито. У ньому виловили труп вбитого візника.
9 липня 1870 року міська дума уклала контракт з Амандом Струве на будівництво міського водогону впродовж наступних двох років. 22 травня 1871 року відбулося закладення водопровідних споруд. Згодом було споруджено водонапірну башту та резервуар на 11,5 тисяч відер. 1 березня 1872 року відбулося відкриття, і вода 12-дюймовими трубами потрапила до квартир заможних мешканців вулиці, для всіх інших було споруджено водозабірний кран, воду з якого можна було купити за ціною шість копійок за шість відер.
Перша вода надходила каламутною, оскільки жодних водоочисних фільтрів не було, а труба знаходилася лише на відстані 10 метрів від берега в районі міських купалень. Але згодом якість води покращилася, і кияни почали її вживати без страху.

#### Освітлення вулиць

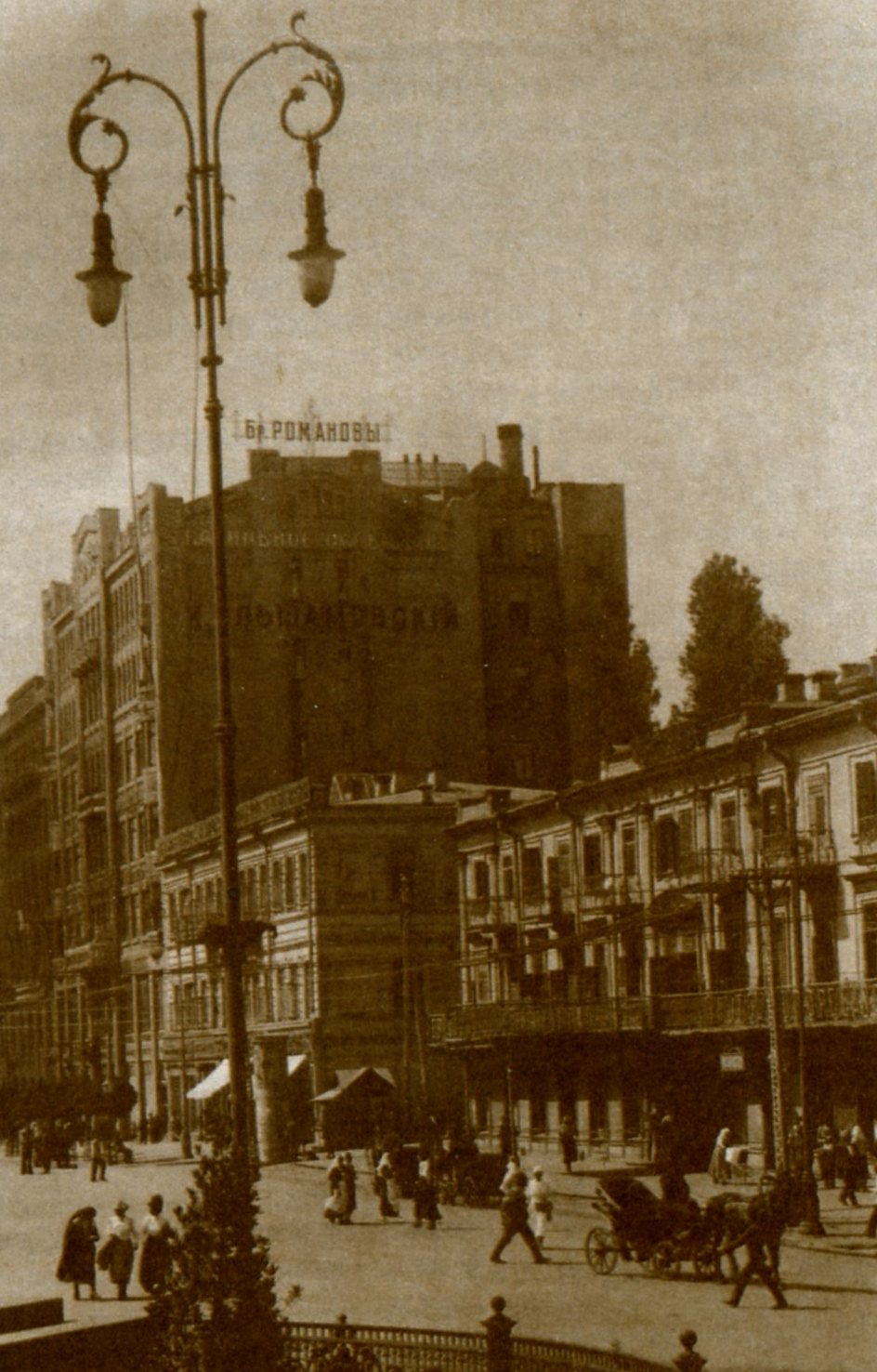
Електричний ліхтар на Царській площі

З другої половини XIX століття центральні вулиці Києва освітлювали за допомогою ґнотових ліхтарів, які заправляли соняшниковою олією або гасом. Працювали такі ліхтарі 1950 годин на рік, давали мало світла і потребували дуже багато часу на обслуговування.
6 вересня 1872 року на експериментальній основі, а з 2 листопада на постійній основі почало діяти газове освітлення. Газ подавався мережею труб від заводу на вулиці Кузнечній. Але згодом і це освітлення почало викликати нарікання в мешканців Києва.
У місті почалися масові експерименти з електричним освітленням. Перші електричні лампочки засяяли 1878 року в майстернях Києво-Брянської дільниці товариства Південно-Західної залізниці. В лютому наступного року представник фірми «Сіменс і Гальске» віденський інженер Крігер влаштував у їдальні «Гранд-Отелю» на Хрещатику показові сеанси електроосвітлення, які справили на присутніх велике враження.
1886 року інженер Густав Крістер обладнав електричне освітлення на сходах, в усіх магазинах та й у власній квартирі в будинку Верхаловського на Хрещатику, в той час коли поруч в інших квартирах і магазинах користувалися свічками, за винятком хіба що дворянського зібрання, де бали відбувалися в електричному сяйві.
23 травня 1890 року міська влада підписали контракт терміном на 12 років з приватним товариством «Савицький і Страус», згідно з яким на Хрещатику було змонтовано 14 дугових електричних ліхтарів. З цією метою використовували трамвайні стовпи, встановлені посередині вулиці.
8 березня 1892 року на Хрещатику запрацювали електричні ліхтарі. Електричні ліхтарі працювали до 12 години ночі.
Електрику виробляла Центральна електрична станція на нинішній Театральній площі та її філія в садибі полковника Фабриціуса на Думській площі. Ще 4 електростанції вузького призначення працювали на тій же Думській площі, в садибах купецького зібрання, розважального закладу «Шато-де-флер» (нині стадіон «Динамо») та на території саду Ф. Мерінга.
За освітлення Хрещатика місто сплачувало товариству по 17 копійок за годину роботи кожного електричного ліхтаря. При цьому суворо дотримувався режим їхньої роботи: перший штраф у розмірі 100 рублів за порушення графіку було накладено в 1895 році.

#### Телефонізація

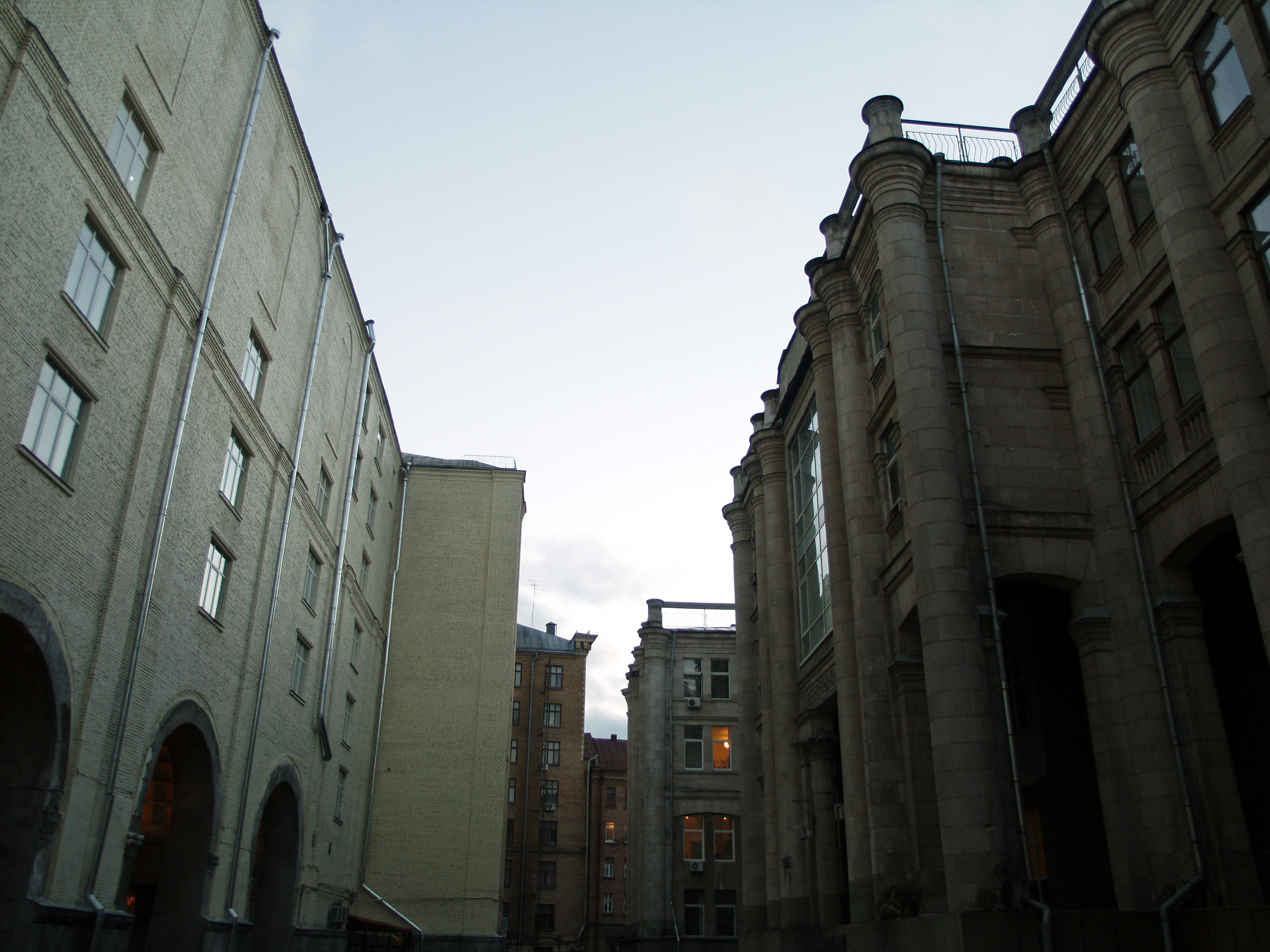
Будинок телерадіокомпанії

Перша державна телефонна станція у вигляді комутатора ручного обслуговування на 60 номерів (за іншими даними, 88 номерів) почала діяти з 1 квітня 1886 року саме на Хрещатику, на другому поверсі губернської поштової контори. Користувачем телефонного апарату системи Белла-Блека під № 1 став власник ресторану на Думській площі. Він, як і інші абоненти, платили доволі велику суму за користування телефоном — 150 рублів на рік. Цікаво, що серед абонентів не було ні міської думи, ні дворянського зібрання та інших поважних установ.
1891 році в приміщенні поштової контори було встановлено один із п'яти таксофонів Києва. До кінця століття кількість абонентів зросла до 1200. Після 1895 року абонплата знизилася до 75 рублів, а з 1911 до 60 рублів на рік, проте в 1916 році ціну підняли вдвічі.
Певні проблеми зі зв'язком виникли з появою електрики, а саме електричного трамваю на Хрещатику, коли пропонували перенести кудись далі телефонну станцію, але питання було вирішено іншим шляхом. У 1902 році відбулася масштабна реконструкція телефонної мережі. Однодротові кабелі було замінено на подвійні, окрім того, їх опустили під землю в спеціально прориту телефонну каналізацію.

#### Громадський транспорт

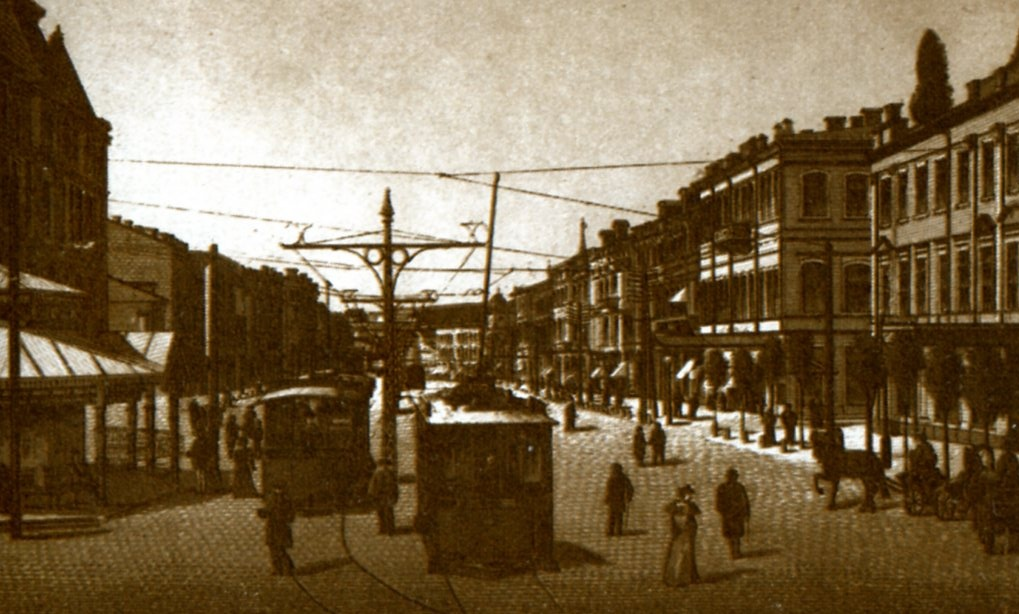
Електричні трамваї на Царській площі. Початок XX ст.

Громадський транспорт з'являється на Хрещатику у вигляді візників. В 1882 році киян перевозили 1528 однокінних та 88 парокінних екіпажів. Згодом з'являється трамвай і кількість екіпажів зменшується, але згодом, коли власники екіпажів навчилися зменшувати витрати на утримання коней, їх кількість у 1895 році збільшилася до 1600 одиниць.
1879 рік. Вперше на Хрещатику проїжджають омнібуси. Запряжені кіньми криті карети на 20 місць здійснювали регулярні рейси. Поїздка від Бессарабки до Контрактової площі обходилася пасажиру в 6 копійок.
1891 рік. Цього року відкрили декілька маршрутів кінної залізниці (конки). Хрещатиком проходив маршрут Царська площа — Либідь. Вагон на 20-25 місць тягнули двоє, троє коней. У перший день роботи конки за маршрутом Шулявська площа — Деміївський проїзд нею скористалося 10057 пасажирів. Постійне навантаження на коней призводило до їх масової загибелі.
1892 рік. Уперше Хрещатиком проїхав трамвай на паровій тязі. Рухався він тихо і без диму, але час довів, що такі вагони не зовсім підходять до київського рельєфу. Цього ж року від Царської до Контрактової площі по Олександрівському узвозу вирушив перший у Києві та в Росії (другий у Європі) електричний трамвай. Згодом цей трамвай почав ходити посередині Хрещатика.
1894 рік. У Києві остаточно відмовилися від вагонів кінної та парової тяги. Лінію кінного трамваю на Хрещатику електрифіковано.
1895 рік. Оскільки електрика погано впливала на телефонний зв'язок, від електрифікації захотіли відмовитися, проте проблему було вирішено на технічному рівні і електричний трамвай курсував Хрещатиком до початку 1930-х років.
1913 рік. Цього року в Києві з'являється автобус. Перший маршрут Європейська площа — Хрещатик — Залізничний вокзал. Але наступного року через нерентабельність маршрут було закрито. Два автобуси було передано для потреб пожежної команди, один лазарету для перевезення поранених воїнів, один залишився без роботи, а ще один згорів.

### Радянський час

Хрещатик у 1938 році.

#### Довоєнний період
У 1923 році Хрещатик було перейменовано на вулицю Воровського, на честь російського революціонера польського походження, одного з перших радянських дипломатів Вацлава Вацлавовича Воровського (1871–1923). Історичну назву вулиці було відновлено 1937 року. Водночас назву вулиця Воровського було надано іншій київській вулиці. 
Невдовзі після перенесення столиці УРСР до Києва почалося масова реконструкція вулиці, зокрема зведення декількох нових будинків, більшість з яких залишилися недобудованими і були знищені під час війни. Серед об'єктів передвоєнного будівництва можна виділити універмаг (одна з небагатьох будівель на Хрещатику, яка пережила війну).
Після 1935 року в архітектуру почали впроваджувати принципи «соціалістичного реалізму», при цьому було дозволено звернутися до народних традицій. Кілька архітекторів розробило кіоски в українському стилі, але поставили лише один біля стадіону «Динамо». 1934 року трамвайну лінію на Хрещатику було знято. В 1936 році замість трамваїв пустили тролейбуси, проїжджу частину було розширено та покрито асфальтом.

#### У період німецько-радянської війни

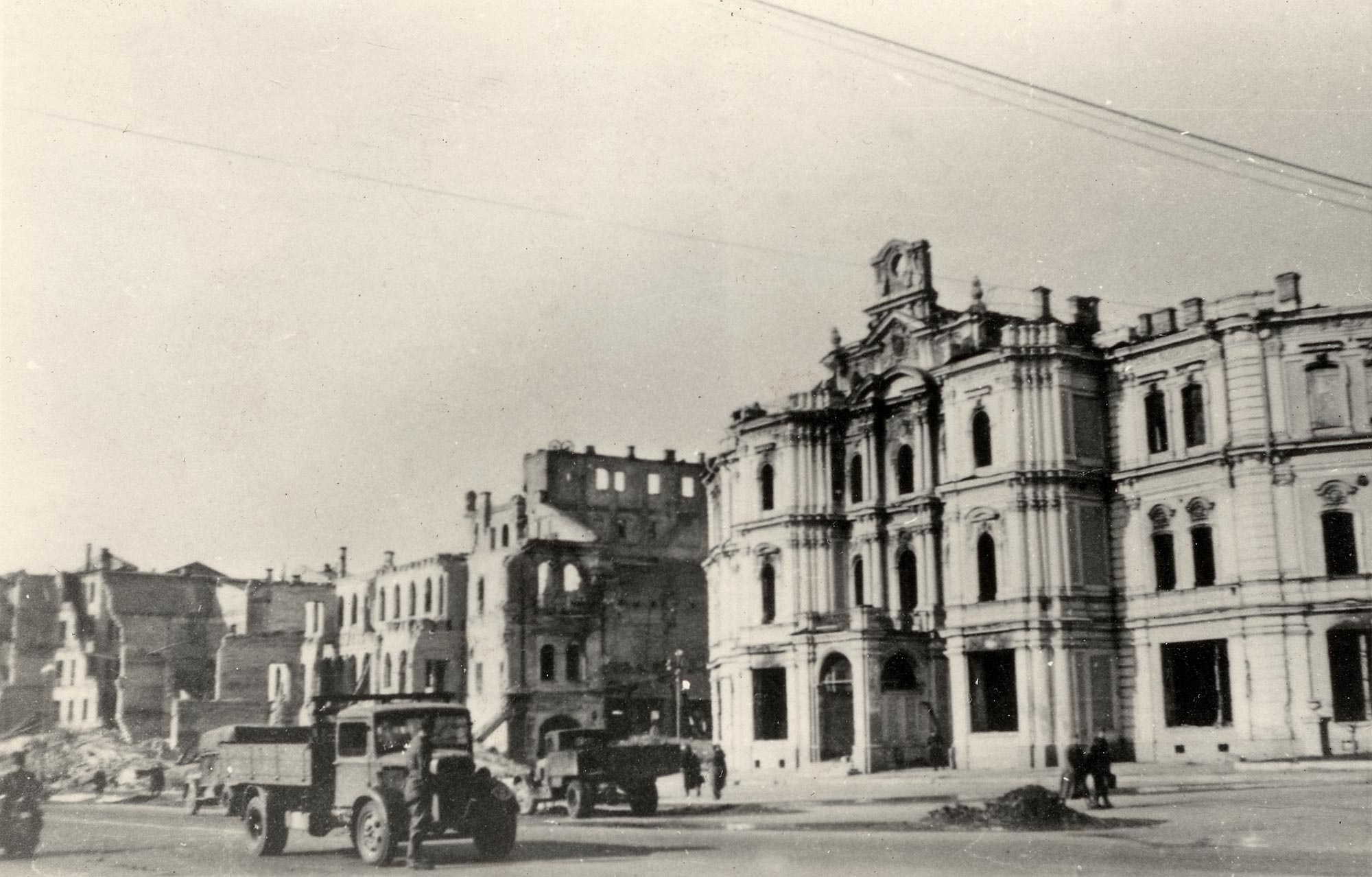
Зруйнована будівля Думи, 1941 рік

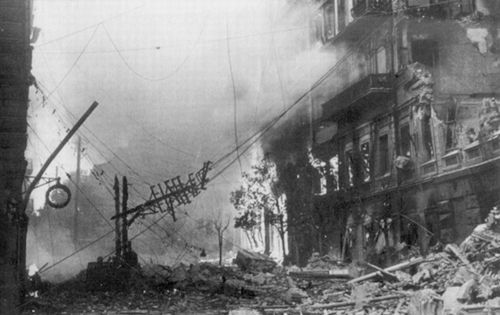
Вид на вулицю Прорізну з Хрещатика, 1941

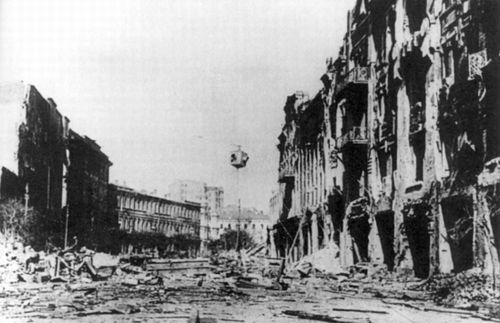
Хрещатик на розі Прорізної після закінчення пожежі, 1941

У серпні 1941 року розпочалася облога міста. Хрещатик, як більшість вулиць, перегороджували барикадами, металевими «їжаками», мішками з піском, обладнували місця для зенітних кулеметів. У ніч на 19 вересня радянські війська під час відступу підірвали електростанції, станції водогону, заводи, мости через Дніпро. Під вечір того ж дня містом заволоділи німці. Окупація тривала 778 днів.
Окупаційна влада у 1942 році перейменувала Хрещатик в Айхгорнштрассе (нім. Eichhorn Straße), на честь німецького державного і військового діяча генерал-фельдмаршала Германа фон Айхгорна.
24 вересня 1941 року почалися вибухи будівель у центрі міста, які були заміновані співробітниками НКВС. Першим було підірвано будинок магазину «Дитячій Світ» на розі Хрещатику і Прорізної вулиці. Майже одночасно здетонували міни, закладені чекістами у сусідніх будинки поряд. Згодом будинок за будинком було підірвано весь Хрещатик та квартали прилеглих вулиць.
Намагання німців загасити пожежі в центрі Києва не дали результатів (станції водогону були цілеспрямовано підірвані більшовиками при відступі, пожежні машини вивезені). Терміново прокладені німцями від Дніпра протипожежні водонапірні шланги були перерізані залишеними у місті радянськими диверсантами. Спійманих диверсантів німецькі патрулі розстрілювали на місці, але врятувати центр міста це не допомогло — наявних протипожежних потужностей у нової окупаційної влади не вистачало.
Від пожежі та радянських мін увесь центр міста був майже повністю знищений. Радянські війська замінували всі важливі об'єкти та всі громадські будівлі та великі будинки міста, зокрема Успенський собор, який було підірвано 3 листопада (німці контролювали місто вже понад місяць, але не поспішали його розміновувати). Від вибухів і пожеж загинуло близько 300 німців, скільки киян — не відомо.

#### Відбудова
В 1943 році після звільнення почалися роботи з відновлення вулиці, розчищали дорогу, розбирали завали. У відновлювальних роботах брало участь усе населення міста. Про ті події Павло Тичина написав пісню з такими рядками:
Люба сестронька, милий братику,
Попрацюймо на Хрещатику
Ти з того кінця, я з цього кінця…
Павло Тичина, 1943 рік

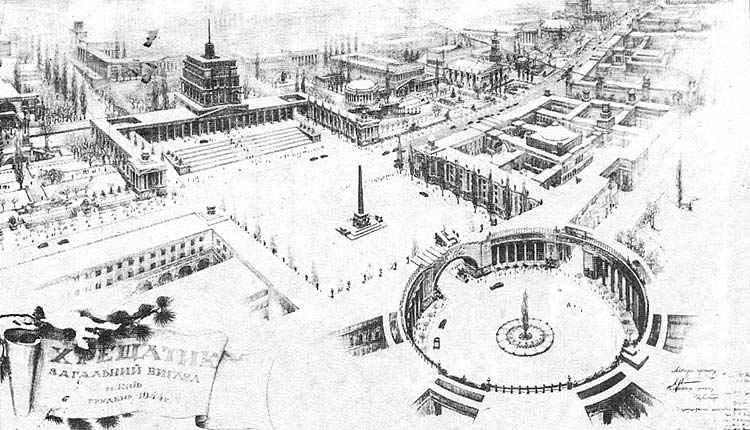
Проєкт Олексія Тація. 1944 рік

Конкурс на проєкт відновлення Хрещатику було оголошено 22 червня 1944 року. Центральну вулицю столиці республіки планували забудувати адміністративними будівлями, звести театр і кілька готелів. Організований конкурс був незвично: він мав відкриту і закриту частини. На відкритому конкурсі проєктам присуджували чотири премії (перша — 40 000 рублів, друга — 30 000, третя — 20 000 і четверта — 10 000 рублів). У закритій частині проєкти забудови Хрещатика пропонувалося створити відомим радянським архітекторам, причому за кожен з них платили по 100 000 рублів. До кінця 1944 року було розроблено 22 проєкти відновлення головної вулиці Києва (дев'ять робіт — за відкритим конкурсом, 11 — за закритим + два проєкти подано поза конкурсом). Усі вони були виставлені на суд громадськості в Музеї російського мистецтва.
В багатьох проєктах планувалося використовувати ескалатори на спуску від Хрещатику до Набережної. Хоча згодом премії і роздали, але керівництво не зупинилося на жодному з проєктів, і до другого туру було рекомендовано роботи, які не здобули призові місця в першому етапі. У другому турі конкурсу запропонували брати участь трьом групам архітекторів під керівництвом Олександра Власова, Олексія Тація і Володимира Заболотного. Але Заболотного було розкритиковано на урядовому рівні через використання форм українського необароко і подальшої участі в конкурсі він не брав.
Протистояння цих груп архітекторів втрачало силу, почалися взаємні запозичення. І тоді в 1948 році рішенням згори виконання остаточного проєкту було доручено групі Олександра Власова. Але вже в 1949 році Власова перевели до Москви на посаду головного архітектора і по суті керівником будівництва став Анатолій Добровольський, який обійняв посаду головного архітектора Києва.
За його планом Хрещатик мав стати широкою магістраллю, ширина якої в лініях забудови досягає на деяких ділянках 200 метрів. При відбудові ліва його сторона піднялася на 2 метри, а перед будинками було висаджено каштановий бульвар.
У 1955 році, коли забудова в основних рисах закінчувалася, і вулиця набула нового вигляду, почалася «боротьба з надмірностями в архітектурі». Наприклад, готовий до монтажу шпиль на будинку навпроти вулиці Леніна зрізали на третину, а вінчання готелю «Москва» довелося зняти повністю.

#### 60—80-ті роки XXст.

ЦУМ, Хрещатик, 1962 рік

В ці роки відбувалося будівництво лише одиничних будинків, в порівнянні з періодом відбудови.
Під час проведення реконструкції в 1978 році на розі Майдану Незалежності було зведено будинок з баштою і курантами (добудова 1985 року). Тут знаходиться Рада профспілок України. Архітектурний мотив цього будинку продовжила будівля готелю «Хрещатик» та будинок агентства «Новости» , який було зведено дещо пізніше. З правої сторони Майдану Незалежності на місці колишньої Міської думи заклали сквер, що завершується в своїй напівкруглій частині п'ятьма вулицями-променями, що піднімаються вгору до старого міста.
У 1968 році біля будинку № 27 на знак протесту проти радянської окупації та зросійщення України, а також проти радянської агресії щодо Чехословаччини, вчинив акт самоспалення Василь Макух.
В 1982 році на Європейській площі було збудовано будинок-музей Леніна, нині це Український дім.
1 травня 1986 року, невдовзі після Чорнобильської катастрофи, комуністичне керівництво не скасувало проведення «Чорнобильської» першотравневої демонстрації й попри високий рівень радіаційного забруднення у місті вивело 120 тисяч киян на Хрещатик[джерело?].

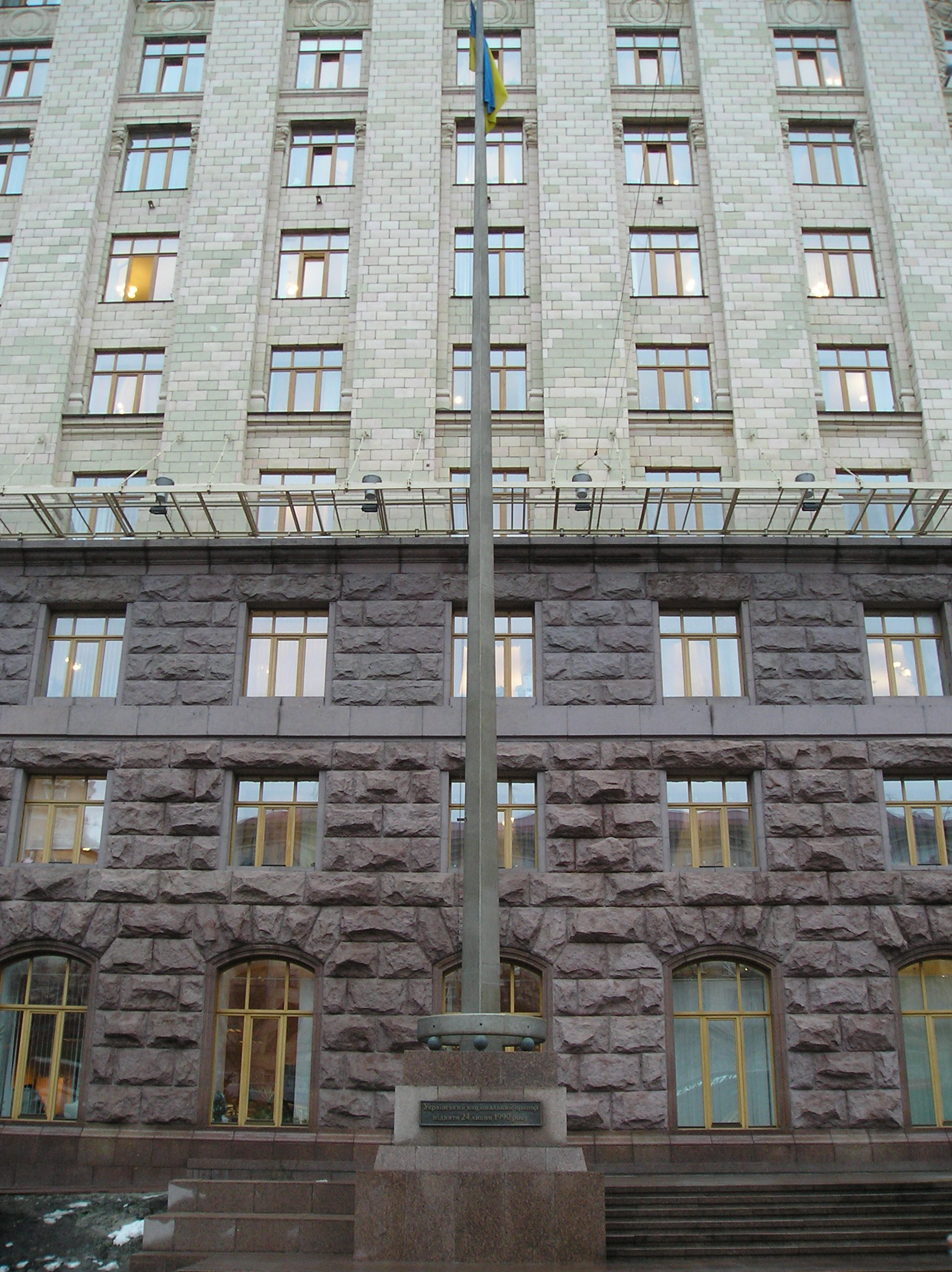
Прапор поблизу Київради

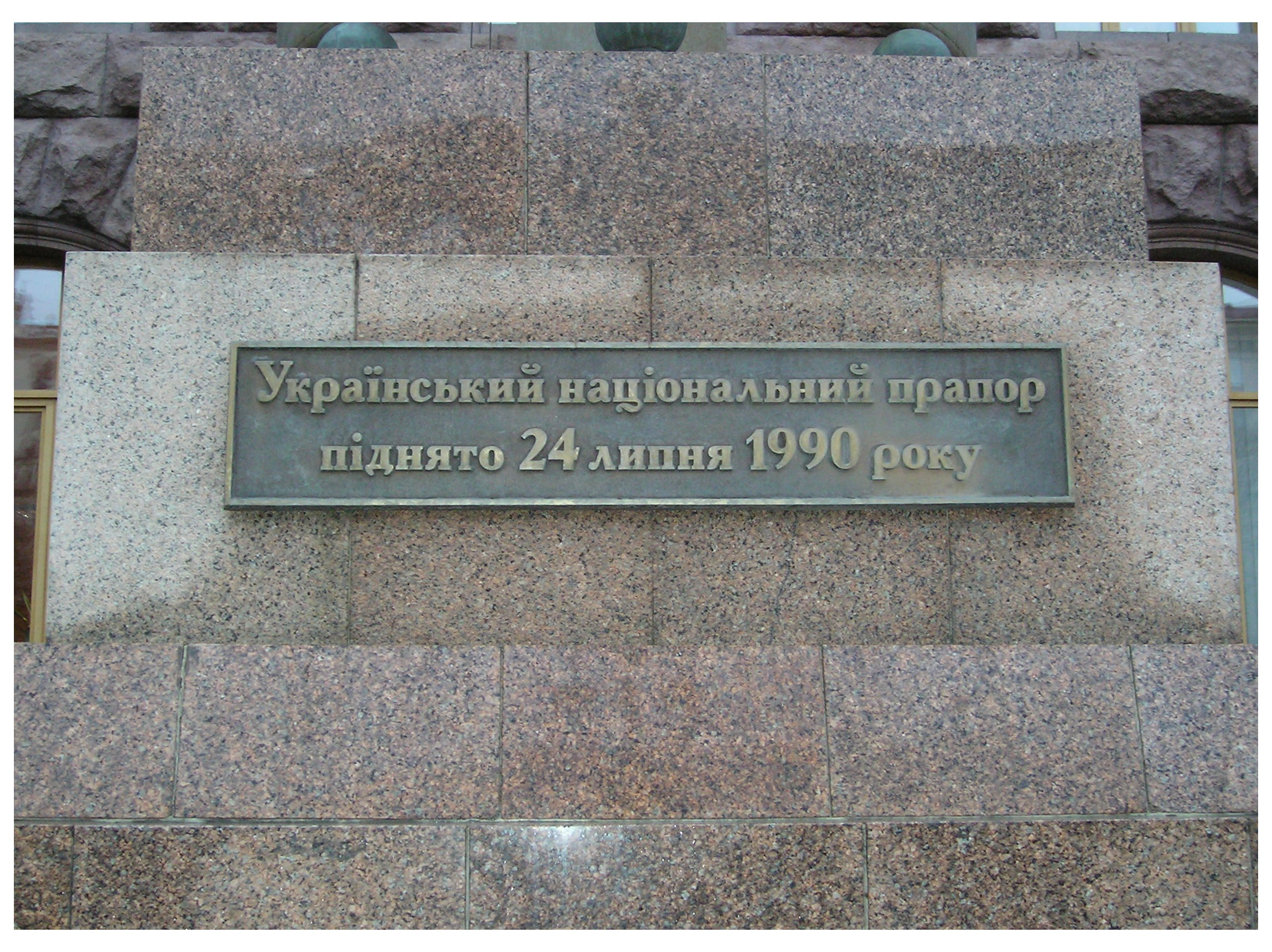
Меморіальна дошка.Український національний прапор піднято 24 липня 1990 року

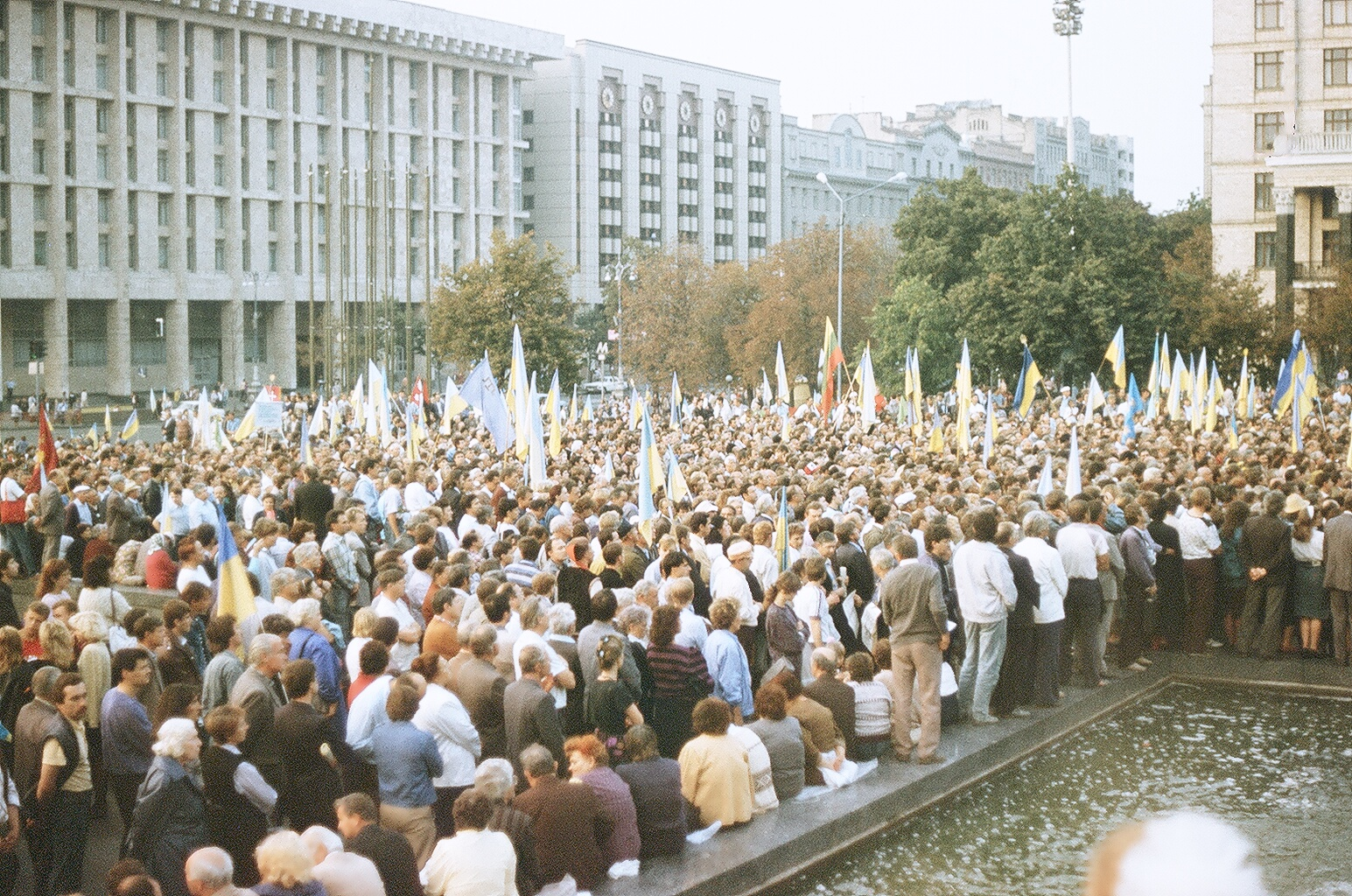
Мітинг Народного Руху України на честь підняття Національного Прапора над Київською міською радою, 24 липня 1990 р.

### У Незалежній Україні

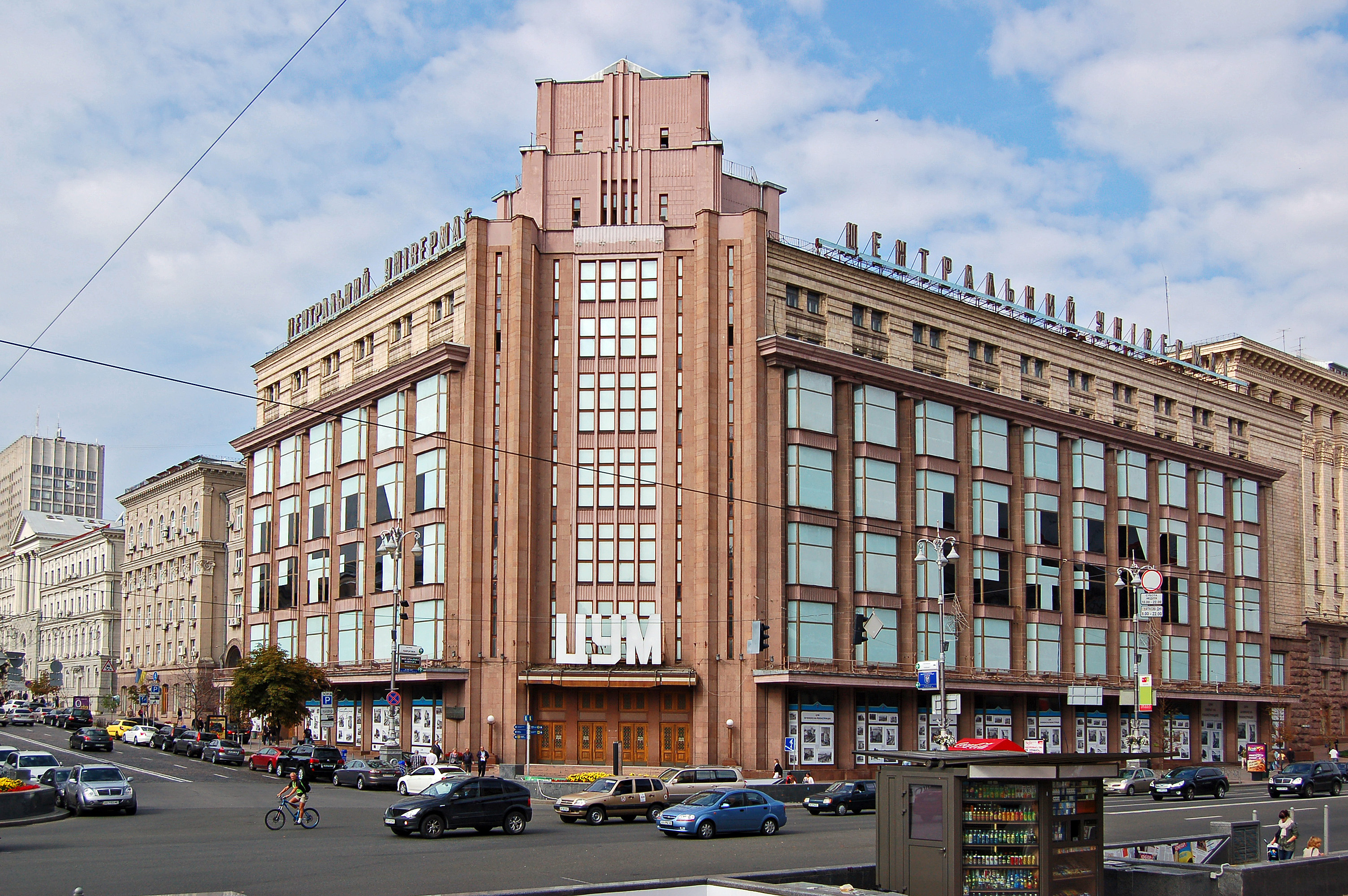
Центральний універмаг на Хрещатику

За часів незалежності України Хрещатик став обов'язковим місцем у програмі відвідування міста приїжджими. Щосуботи, щонеділі та у дні державних свят рух транспорту вулицею перекритий. На Хрещатику регулярно влаштовують концерти просто неба, а 24 серпня щороку відбуваються військові паради. З липня до серпня 2001 року відбувалася реконструкція Майдану Незалежності (встановлено ряд пам'ятників, відкрито підземний торговий центр «Глобус»).

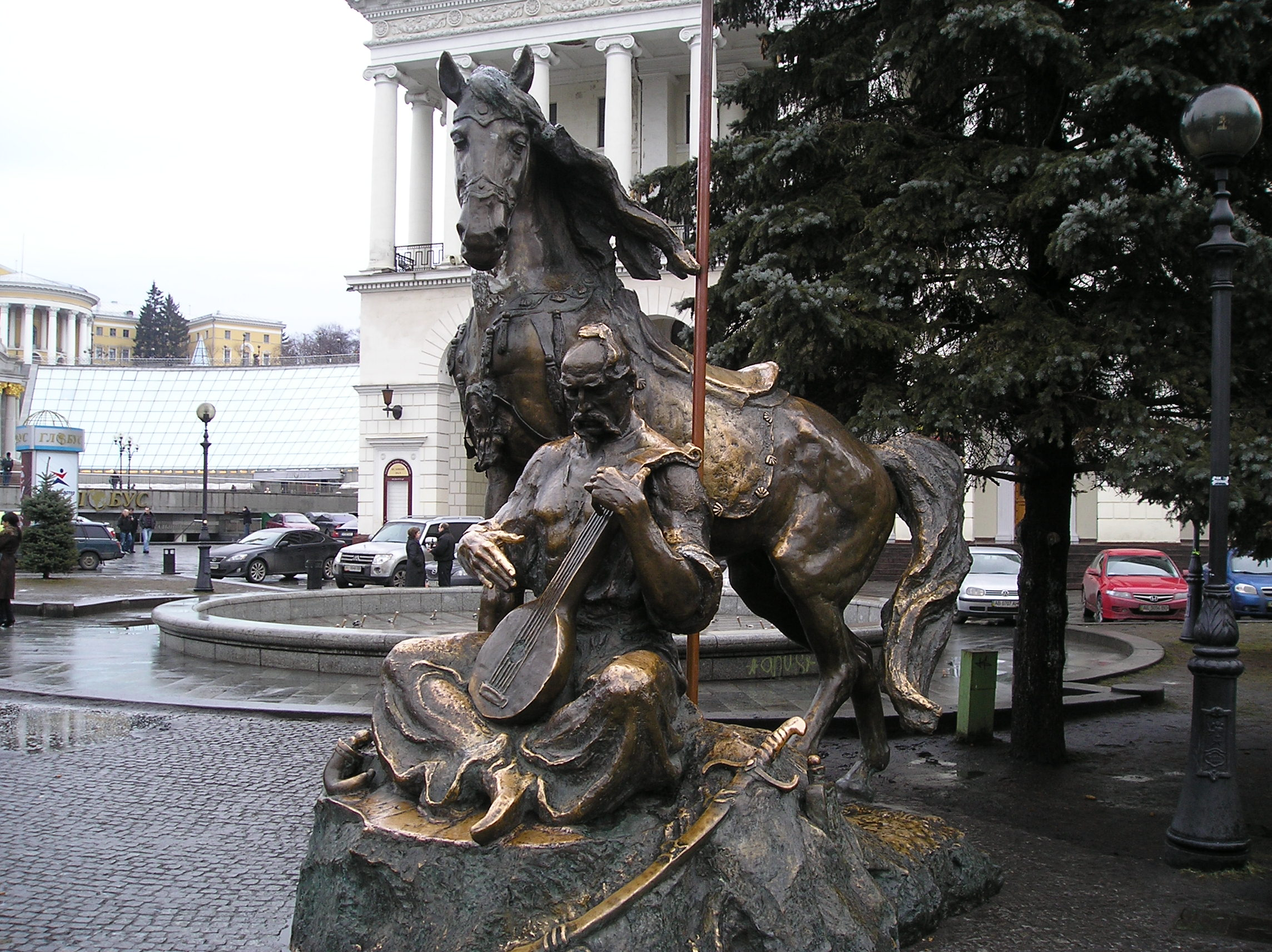
Пам'ятник козаку Мамаю

У 2004 році був закритий на реконструкцію Центральний гастроном на вулиці Хрещатик, 40, яка і понині не завершена. Будівля Центрального гастроному була найстарішою на Хрещатику, побудований за проєктом архітектора Ніколаєва у 1874 році як готель «Кане». У цій будівлі проживав художник Михайло Врубель, до 1918 року — гетьман Павло Скоропадський, а також зупинявся в ньому відомий український актор, режисер Панас Саксаганський. 20 червня 2017 року трапилася пожежа у будівлі колишнього Центрального гастроному. За повідомленням КМДА було зазначено, що причина пожежі — недбальство будівельників, які вели роботи на даху будівлі. За фактом пожежі київська поліція порушила кримінальне провадження за статтею про умисне знищення або пошкодження майна.
Водночас Хрещатик разом із Майданом Незалежності став центром акцій протесту. Так, взимку 2000—2001 років на Майдані відбувалися акції протесту «Україна без Кучми». У 2004 році Хрещатик та Майдан Незалежності став центром Помаранчевої революції. Надзвичайно драматичними були акції протесту у листопаді 2013 — лютому 2014 років, що згодом дістали назву «Революції Гідності», в ході якої Хрещатик було перекрито барикадами, на вулиці встановлювали намети, польові кухні. Хрещатик став одним із місць зіткнень між протестувальниками і бійцями силових структур, унаслідок яких загинуло більше сотні осіб і кількасот було поранено.

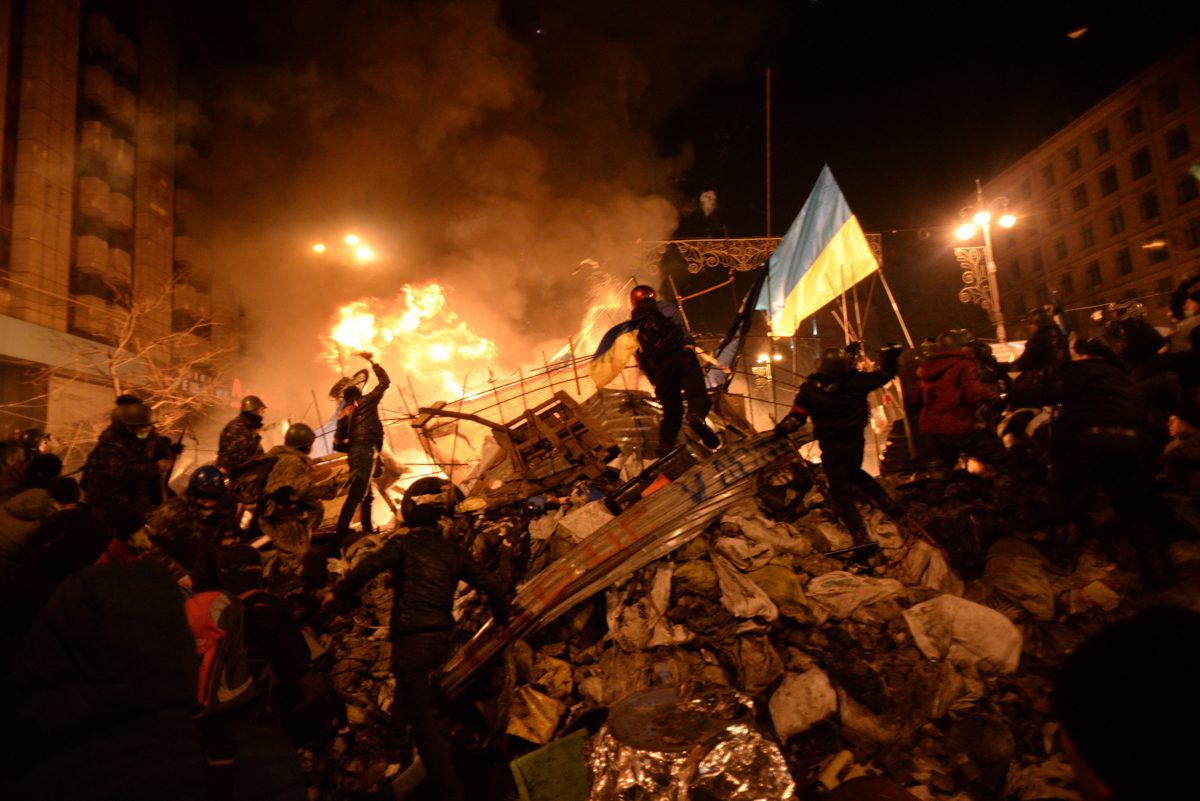
Барикадні бої на Хрещатику (18 лютого 2014)

У 2022 році, за повідомлення мера Києва, передбачалось розпочати реконструкцію Хрещатика загальною вартістю понад 1 млрд гривень

## Установи та заклади
- № 1 — готель «Дніпро»
- № 2 — Український дім
- № 4 — інформагенція «УНІАН»
- № 6 — «Будинок Закса» (арх. Й. Зекцер, 1911—1914)
- № 7/11 — Центральна спілка споживчих товариств України
- № 8 — Будівля Петербурзького банку (1911—1914, арх. Л. Бенуа)
- № 10 — Будівля Волзько-Камського банку (1912—1913, арх. П. Андреєв)
- № 10-б — ВМГО «Молода Просвіта» і редакція тижневика «Слово Просвіти»
- № 14 — готель «Хрещатик»
- № 15 — Пасаж (1913—1914, арх. П. Андреєв)
- № 15 — Меморіальний музей-квартира Б. Р. Гмирі
- № 16 — Київська міська рада професійних спілок
- № 18/2 — Будинок профспілок України
- № 19 — наземний вестибюль станції метро «Хрещатик» (1960)
- № 22 — Київський головпоштамт і Музей пошти
- № 24 — Міністерство аграрної політики
- № 25 — Кінотеатр «Дружба» («Будинок із зіркою») (1954)
- № 26 — Державний комітет телебачення і радіомовлення
- № 27-a — Національна спілка журналістів України
- № 28/2 — Будинок адміністративний міністерства сільського господарства
- № 30 — Міністерство енергетики та вугільної промисловості
- № 32 — Будівля колишнього Російського банку зовнішньої торгівлі (1913—1915, архітектор Ф. І. Лідваль)
- № 36 — Будинок Київської міської ради і Київської міської державної адміністрації (1952—1957)
- № 38 — Центральний універмаг
- № 40/1 — Будівля готелю «Номера Кане» (1873)
- № 42 — прибутковий будинок (1894—1895)
- № 44 — прибутковий будинок (1858, 1884, 1895, 1899—1900)
- № 46 — прибутковий будинок (1872—1874)
- № 46-а — Телеканал «Моя Дитина»
- № 48 — прибутковий будинок (1880)
- № 50-б — Мистецько-концертний центр ім І.Козловського Національної оперети України
- № 52 — прибутковий будинок (1875—1876)

## Пам'ятники
- Владиславу Городецькому (Хрещатик, 15)
- Погруддя Тараса Шевченка («Протитанковий Шевченко») біля входу до будівлі Київської міської ради (Хрещатик, 36). Автор — скульптор Ігор Гречаник. Відкрито в березні 2014 р. до 200-річчя від дня народження Т. Г. Шевченка.
- Пам'ятник символу Києва — котлеті по-київськи (автор — скульптор-кераміст Сергій Галенко). Мініскульптуру з бронзи встановлена в рамках проєкту «Шукай» 28 січня 2018 р. (Хрещатик, 15/4)[17]. Згодом перенесена на Андріївський узвіз.

## Меморіальні дошки
- Добровольському Вікторові Миколайовичу (Хрещатик, 13)
- Міхньову Анатолієві Львовичу (Хрещатик, 13)
- Гмирі Борису Романовичу (Хрещатик, 15)
- Гришку Михайлові Степановичу (Хрещатик, 15)
- Кроніку Олександру Львовичу (Хрещатик, 15)
- Кусенко Ользі Яківні (Хрещатик, 15)
- Некрасову Вікторові Платоновичу (Хрещатик, 15)
- Неході Іванові Івановичу (Хрещатик, 15)
- Рикову Валеріянові Микитовичу (Хрещатик, 15)
- Юткевичу Сергієві Йосиповичу (Хрещатик, 15)
- Пам'ятний знак Помаранчевій революції (Хрещатик, 20-22)
- Коломійцю Олексієві Федотовичу (Хрещатик, 23)
- Лаврову Юрієві Сергійовичу (Хрещатик, 25)
- Пам'яті журналістів, що віддали життя за правду (Хрещатик, 27а)
- Макуху Василю Омеляновичу (Хрещатик, 27а)
- Опанасюку Юрієві Володимировичу (Хрещатик, 44-в)

## Музика
- У 1984 році Олександр Розенбаум написав пісню присвячену вулиці «Хрещатик» (пісня стала відомою у виконанні шансоньє Михайла Шуфутинського).
- У 1994 році Павло Зібров записав пісню на слова Юрія Рибчинського присвячену вулиці «Хрещатик», на яку був знятий відеокліп.
- З 1999[18] до 2019 рр. на вулиці щонеділі протягом 20 років знімали випуски української телепередачі «Караоке на майдані».

## Галерея

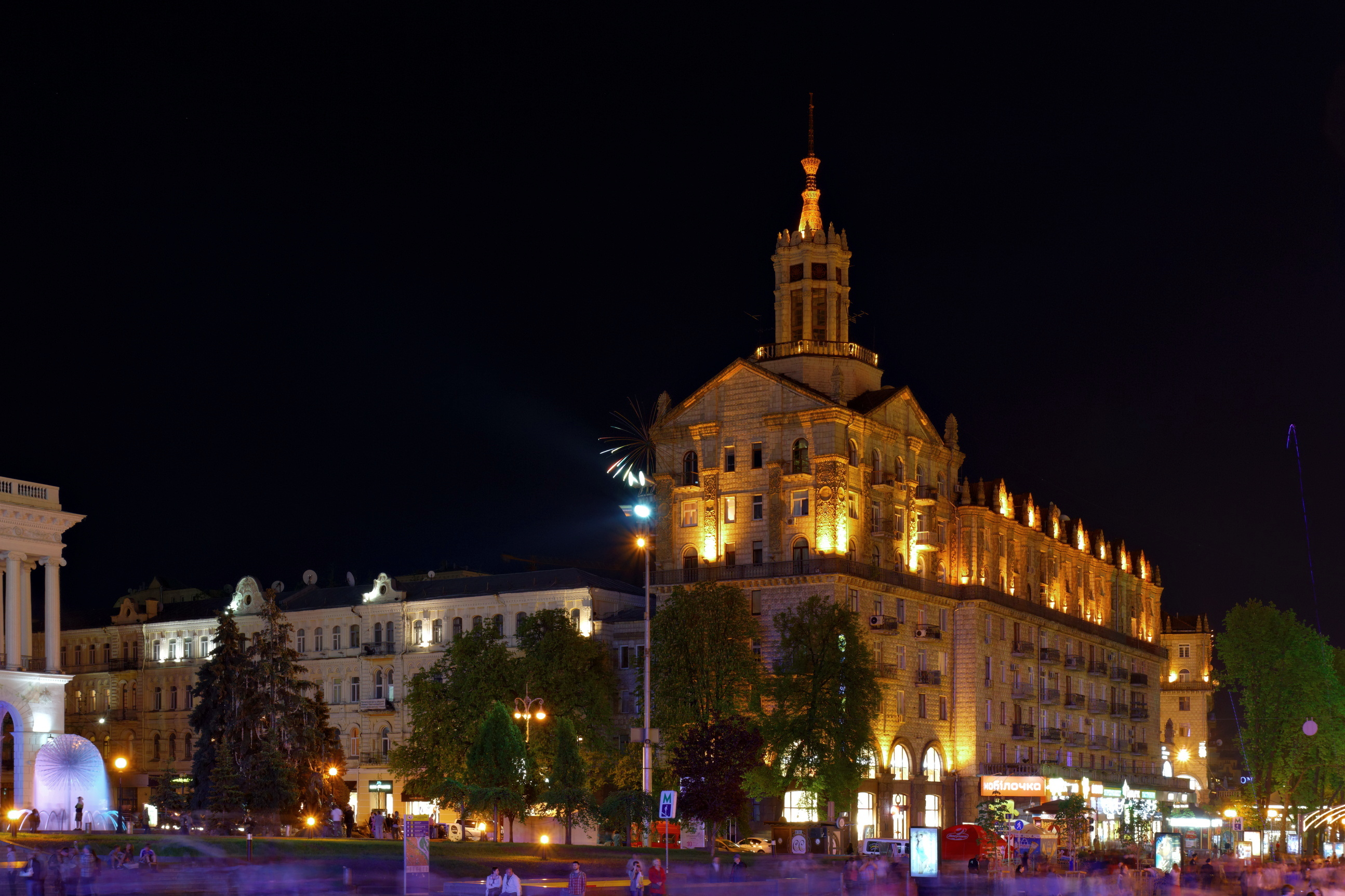
Хрещатик уночі (2013)
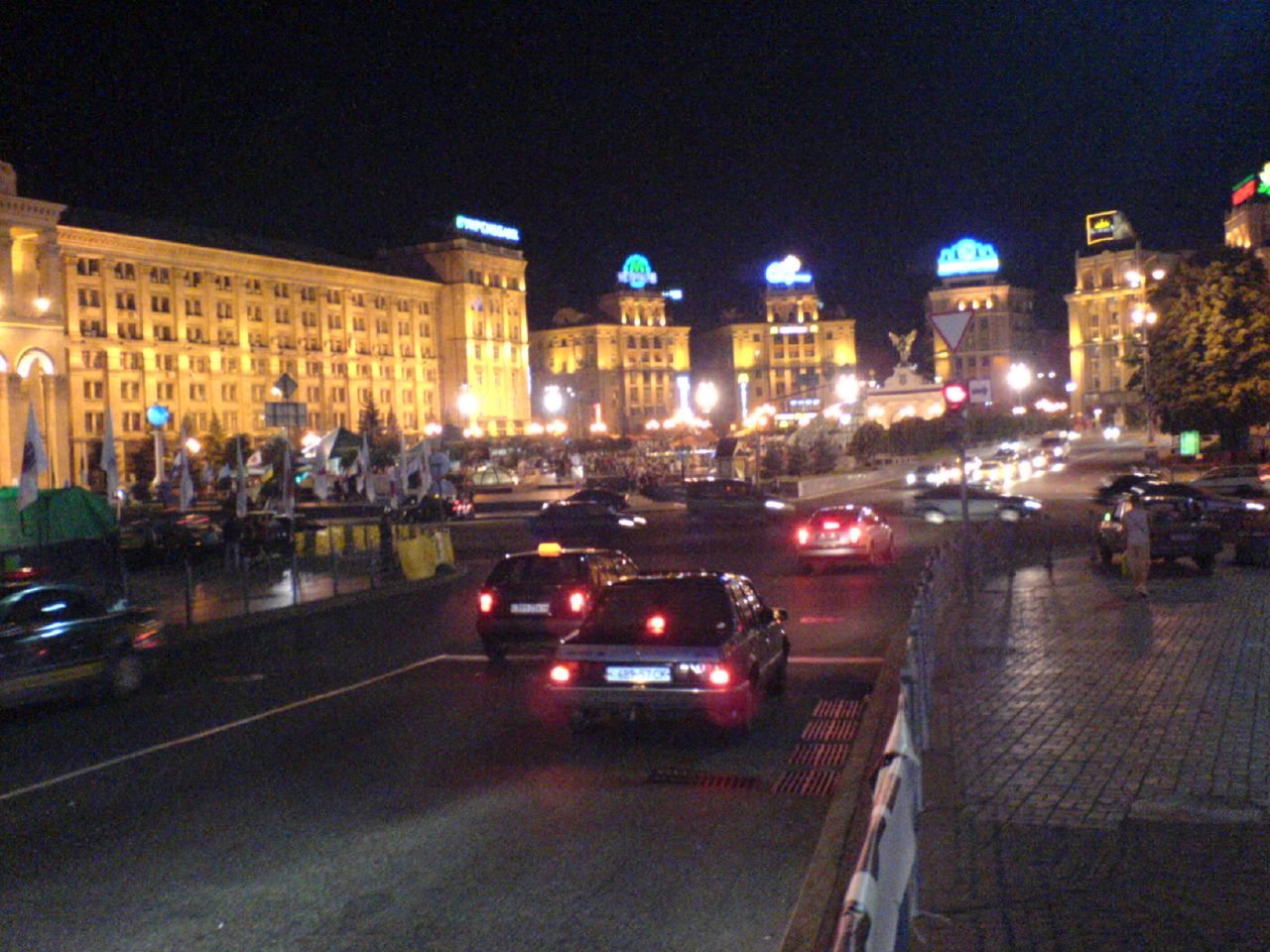
Майдан Незалежності вночі
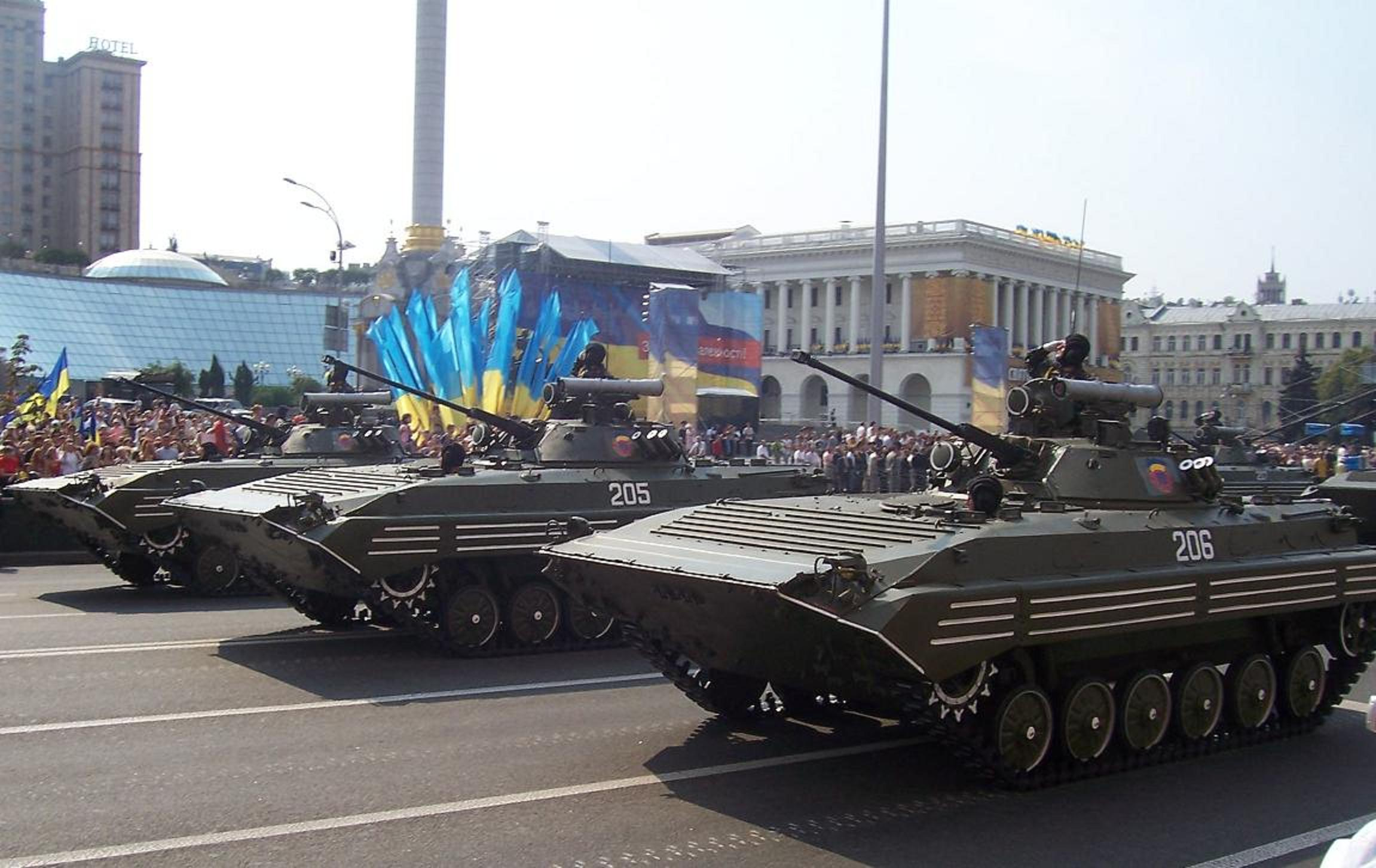
Військовий парад на Хрещатику
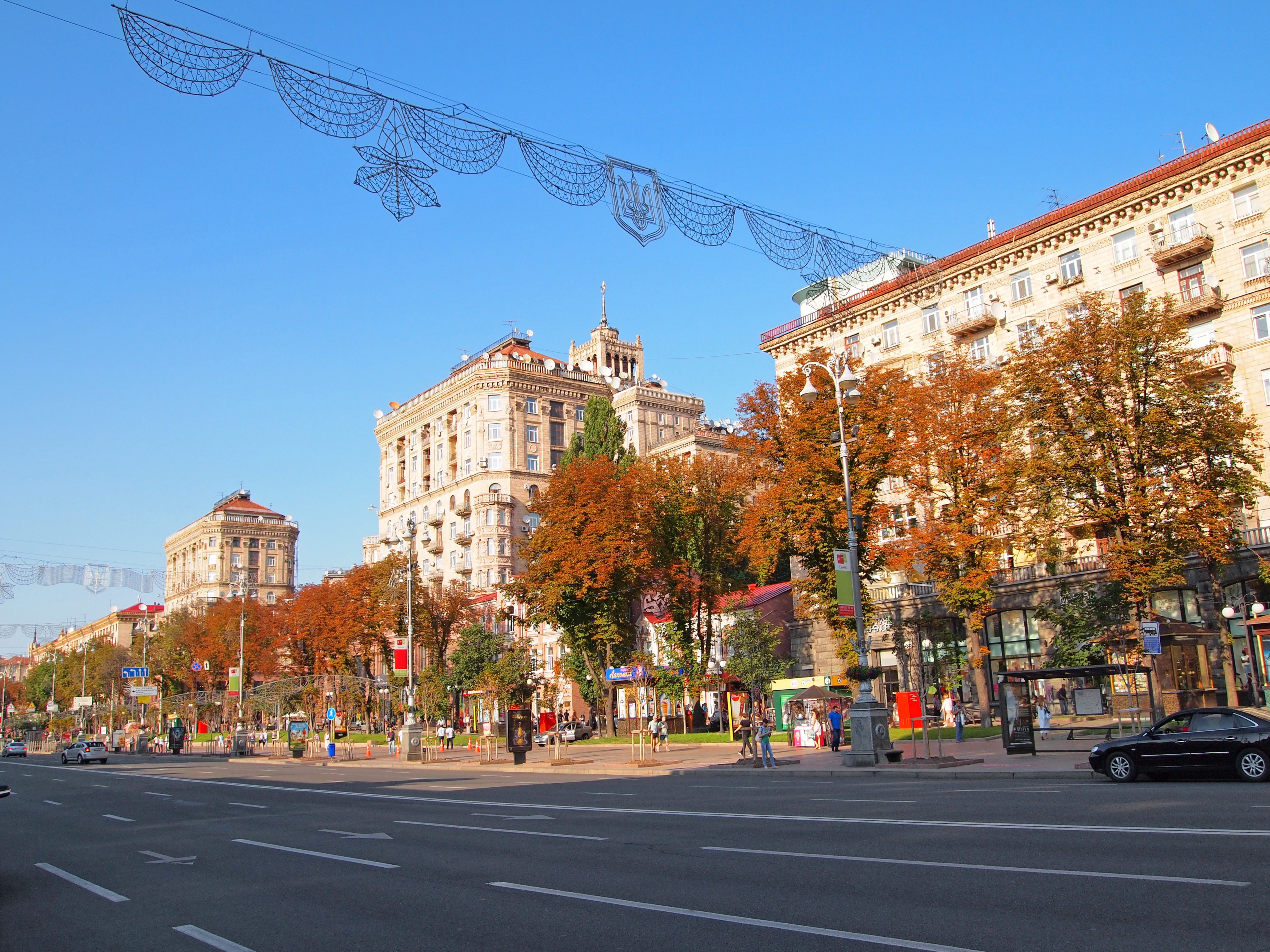
Хрещатик (серпень 2013)
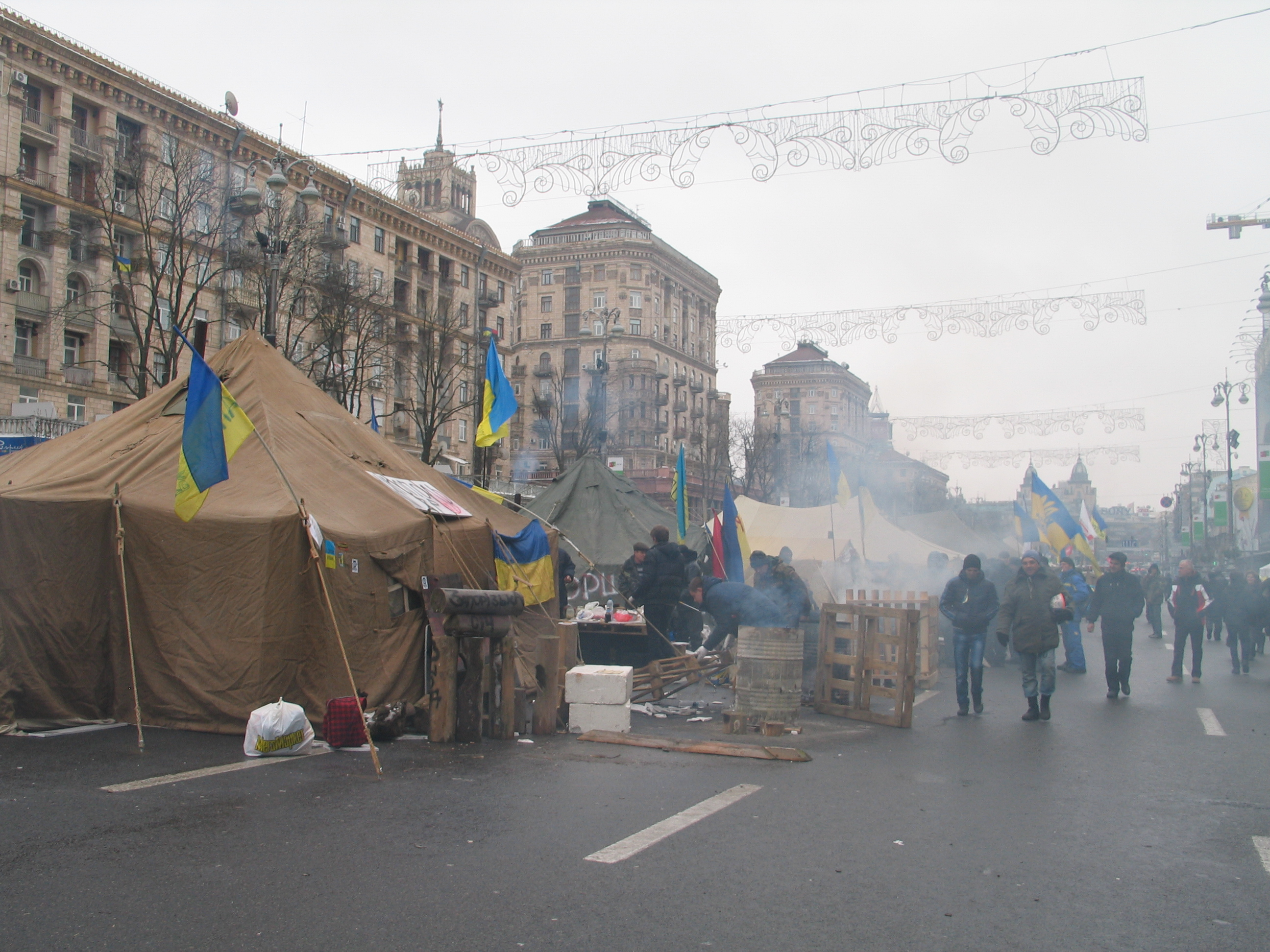
Хрещатик під час Євромайдану (2014)
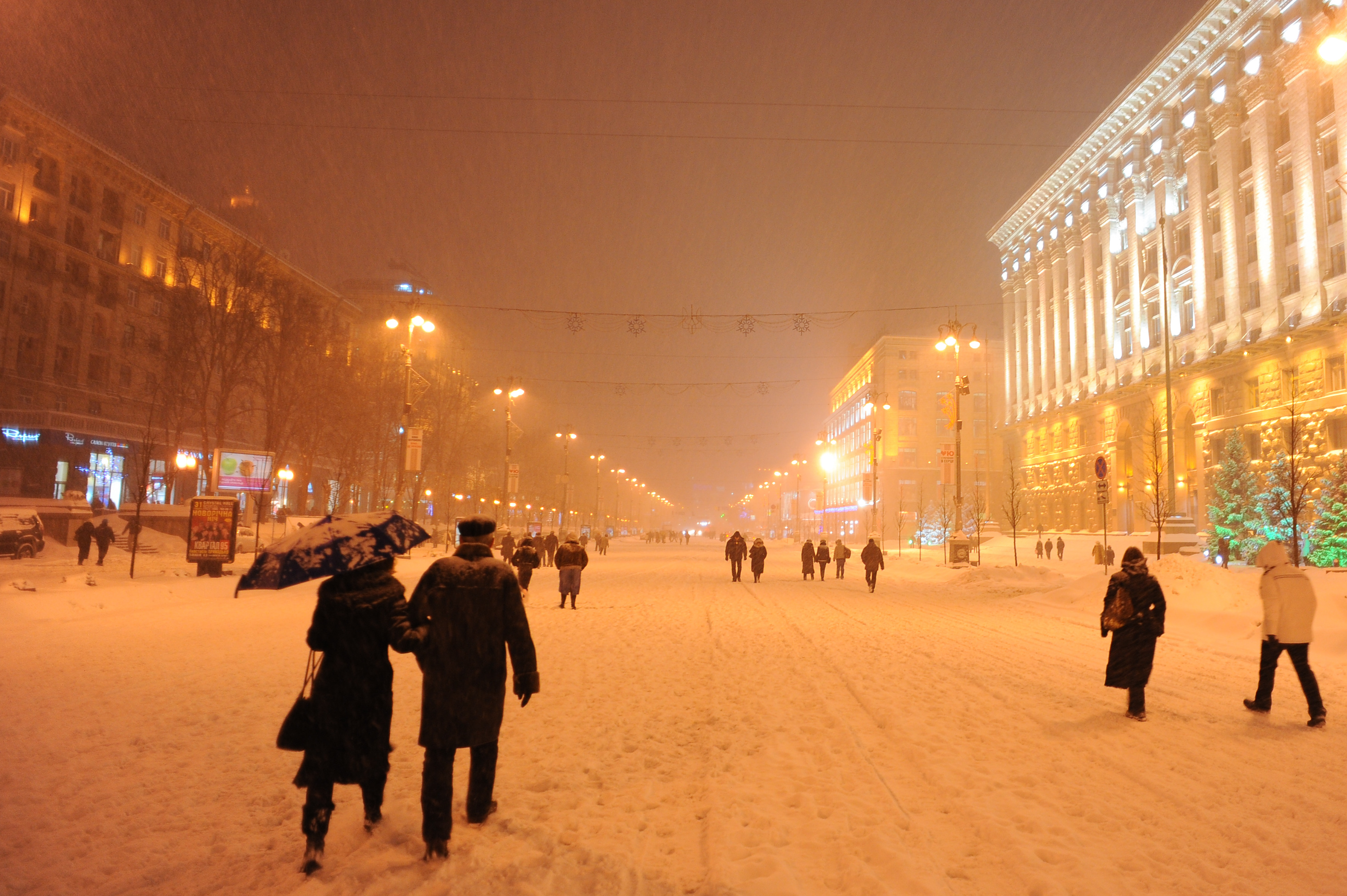
Зимовий Хрещатик
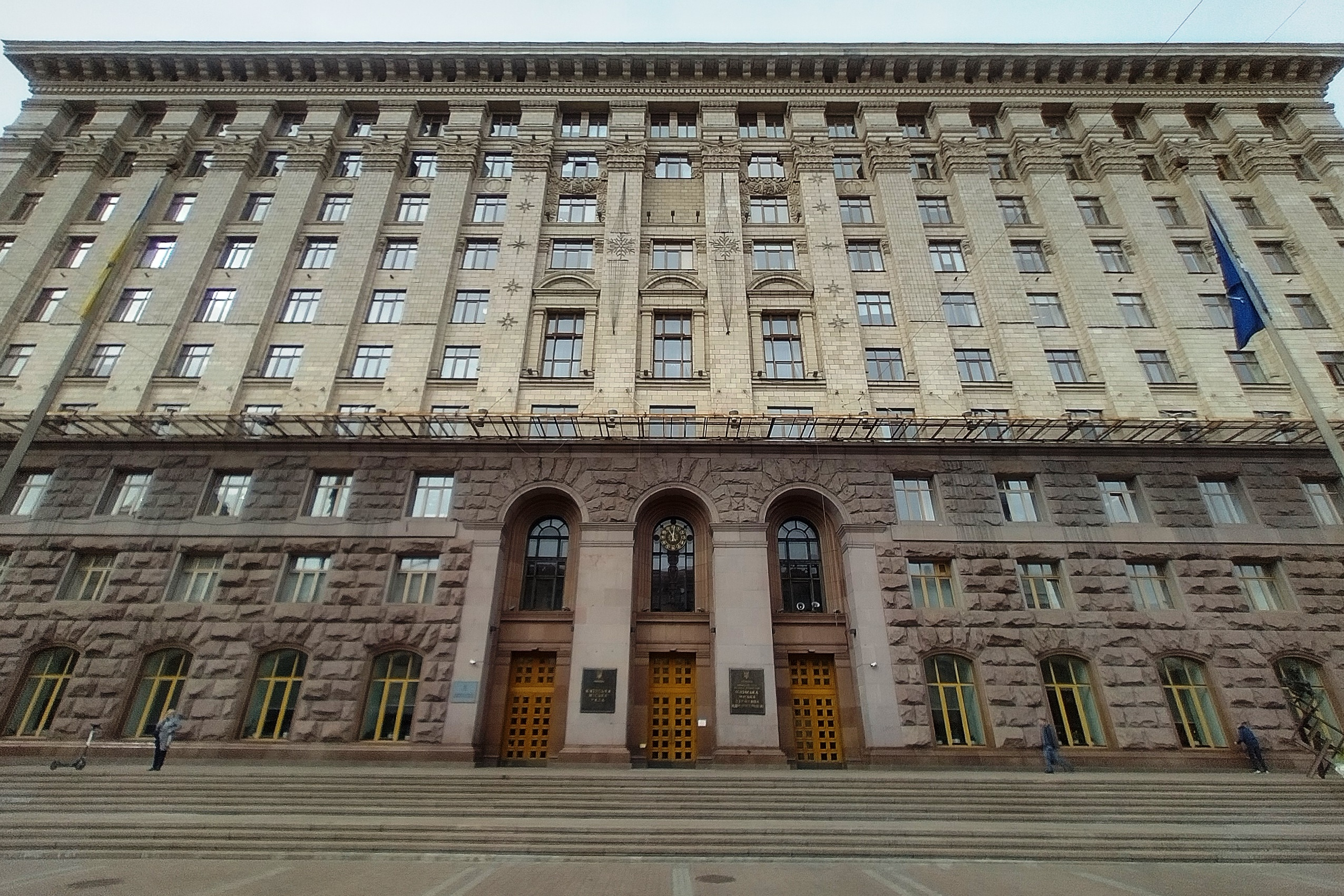
Будівля КМДА